# Нагірно-Карабаська Республіка

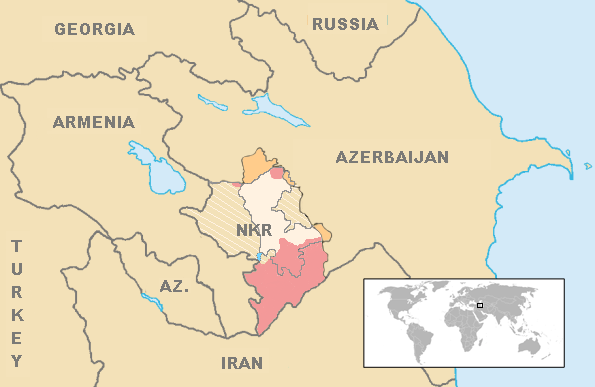
Розташування між Республікою Вірменія та Азербайджанською Республікою. Територія колишньої автономної республіки, втрачена вірменами у війні 1992 р. — помаранчевий колір; території, приєднані вірменами під час війни 1992 р., але втрачені у війні 2020 р. — червоний (в боях), заштрихований (за мирною угодою).

Нагі́рно-Караба́ська Респу́бліка (вірм. Լեռնային Ղարաբաղի Հանրապետություն — Лернаїн Гарабагі Ганрапетуцюн, рос. Нагорно-Карабахская Республика), Респу́бліка Арца́х (вірм. Արցախի Հանրապետություն — Арцахі Ганрапетуцюн) – історична невизнана держава, проголошена 2 вересня 1991 року на спільній сесії Нагірно-Карабаської обласної та Шаумянівської районної Ради народних депутатів Азербайджанської РСР. 20 вересня 2023 року внаслідок воєнних дій територія невизнаної республіки почала переходити під контроль Азербайджану, а 28 вересня 2023 року президентом Нагірно-Карабаської Республіки було підписано указ про припинення існування республіки з 1 січня 2024 року. 1 січня 2024 року НКР припинила своє існування. 
10 грудня 1991 р. проведено визнаний лише Вірменією референдум про статус НКР, на якому 99,89 % учасників висловилися за незалежність. Референдум бойкотувала азербайджанська меншість.
6 січня 1992 року парламент Республіки Арцах першого скликання («Верховна Рада НКР») — ухвалила декларацію «Про державну незалежність Нагірно-Карабаської Республіки». Проголошенню незалежності передував майже чотирирічний вірмено-азербайджанський конфлікт, що призвів до численних жертв та біженців з обох сторін, викликаних застосуванням масового насильства та етнічних чисток.
За конституцією Азербайджану, територія, в межах якої була проголошена НКР, є частиною Азербайджану. Територія, яку фактично контролювала НКР, лежить у південно-західній частині основної території Азербайджану та межувала з контрольованою Азербайджаном територією на півночі, сході, півдні й заході.
Під контролем Армії Оборони Нагірного Карабаху перебувала більша частина колишньої НКАО. До Другої карабаської війни під контролем армії Азербайджану перебували частини територій Мартакертського, Мартунинського та Шаумянівського районів НКР.
В ході Другої карабаської війни у 2020 році Азербайджан повернув контроль над своїми південними районами, а також частиною Нагірного Карабаху з містом Шушею (Шуші). Згідно з мирним договором, Вірменія повернула Азербайджану Агдамський район і території, утримувані вірменською стороною в Газаському районі Азербайджанської Республіки, Кельбаджарський район, Лачинський район (залишаючи при цьому за собою Лачинський коридор). 26 серпня 2022 Азербайджан повернув контроль над «Лачинським коридором».
19 вересня 2023 року Азербайджан розпочав «антитерористичну операцію» в Нагірному Карабасі та через добу оголосив про досягнення цілей цієї операції.
28 вересня 2023 президент НКР Самвел Шахраманян підписав указ, згідно із яким офіційно з 1 січня 2024 року держава припиняє існування, «державні органи» розпускаються, хоча територія Карабаху фактично знаходиться під контролем Азербайджану з 20 вересня.

## Етимологія
Нагірно-Карабаську Республіку нерідко називають просто Нагірним Карабахом, хоча заявлена республікою і фактично контрольована території географічно з Нагірним Карабахом збігаються частково.
Нагірний Карабах вірменською мовою називають Լեռնային Ղարաբաղ (Лернаїн Ґарабаґ), азербайджанською мовою Dağlıq Qarabağ або Yuxarı Qarabağ. Слово «Карабах» складено з тюркського «кара» — чорний і перського «баг» — сад. Для позначення території вірмени також часто використовують назву десятої провінції Великої Вірменії Арцах (вірм. Արցախ), яка охоплювала цей край в давнину. Назва Арцах своєю чергою походить від імені вірменського короля Арташеса I. За іншою теорією назва походить від тюрксько-вірменського «Ктіш-Бахк», одного з царств Арцаху[відсутнє в джерелі]. В урартських записах (VII — IX ст. до н. е.) використовують назву Уртехіні.
Термін «Нагірний Карабах» вжитий вже 1918 року в записці тифліського карабаського земляцтва для позначення етнічно вірменської частини Карабаху, «суперечною між двома республіками». Поряд із терміном «Нагірний Карабах» вживаний також описовий термін «нагірна частина Карабаху».

## Історія
За часів Бронзової доби, край Нагірного Карабаху перебував під сферою впливу Кура-аракської культури.

### Античність

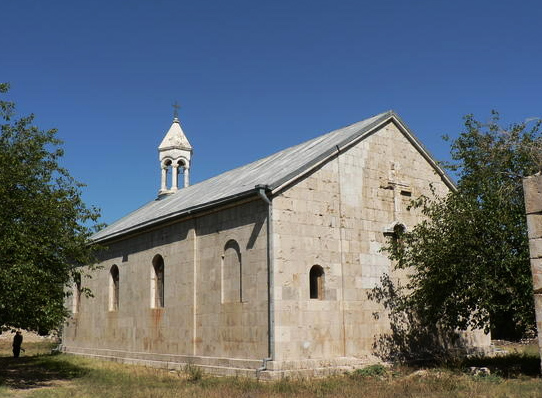
Монастир Амарас.

В кінці VIII століття до н. е. край був включений до складу Урарту. Її корінне населення, що складалося з корінного і кочового вірменського населення приєднано до складу Вірменського Королівства в 4 столітті до н. е. в епоху Єрвандидів, або в 2 столітті до н. е. в епоху Арташесидів. В цей період земля отримує назву історичного краю Арцах. Античне місто Тігранакерт було засноване у епоху Артаксидів.
У 387 р. н. е. Римська імперія та імперія Сасанідів підписали мирний договір, згідно з яким поділили Вірменію. У зв'язку з цим Арцах та Утік інтегруються у Кавказьку Албанію, підконтрольну Сасанідській імперії, хоча цілком можливо, що Арцах був приєднаний до Албанії після 451 р. У той же час закінчується процес вірменізації, не-вірмен вже не можна відрізнити від вірмен. Паралельно в краї поширюється християнство під дією Вірменської апостольської церкви, зокрема Месроп Маштоц відкриває Амарас — першу вірменську школу.
У 451 році, після Аварайрської битви, багато вірменських дворян віддалилися в гори і важкодоступні ліси, включаючи Арцах, який стає центром опору проти Персії.

### Середньовіччя
З VII по IX століття Закавказзя перебувало під домінуванням Халіфату. Принци Арцаху у 7 столітті підпадали під вплив суверенного Сюніку. На початку 9 століття два вірменські князі Сахл Смбатян та Єсаї абу Мусе повстали проти арабів та змогли створити два незалежних князівства — Хачен та Дізак. Два князівства стали царствами в кінці X ст. Хачен потім був розподілений між чотирма синами Хасана I Великого, який помер 1201 року, хоча зрікся 1182 р. Вірменія потрапила під Татаро-монгольську навалу і втратила свої землі, потім утворилася Кара-Коюнлу Джаханшаха після 1441, отримавши титул «меліка».

### Перська епоха
Мелікства були включені до Сефевідської Персії. Аббас I визнавав автономію краю. Після розпаду династії Сефівидів та військового втручання Османської імперії в Східному Закавказзі, мелікства після революції Давіда Бека на короткий строк отримали незалежність між 1722 та 1730 рр..
Надір Шах підтвердив автономію краю у вигляді Карабаського ханства. У 1747 році Панах Алі-хан Джаванширський, вождь туркменів в результаті заколоту вбиває Надір-шаха і шахом стає його племінник (син брата) Алікулі-хан, під ім'ям Аділь-шаха. Він відкинув іранський сюзеренітет в 1748 році. Його син Ібрагім Халіл-хан припинив діяльність автономії останніх вірменських мелікств, які досі не визнавали його владу. Однак земля була повернута Іраном завдяки Ага Мохаммед хану.
Ханство тимчасово окуповано росіянами під час російської експедиції до Персії в 1796, перед нападом на Іран.

### Російська епоха
Російська імперія окупувала цей край 1805 року під час російсько-перської війни 1804 — 1813 року, приєднання підтверджене Ґюлістанським договором, підписаним 12 жовтня 1813 року. А в 1868 році була включена до складу Єлизаветпольської губернії.

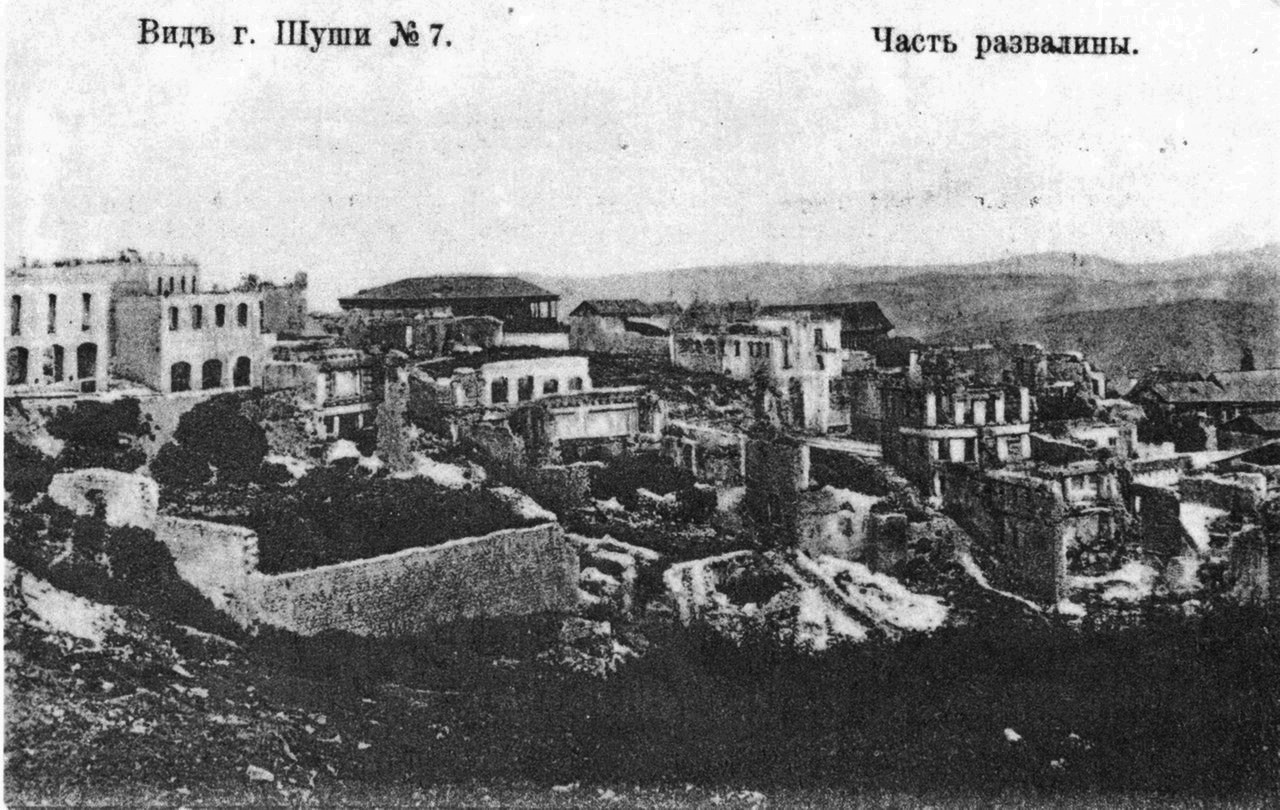
Шуші після погрому вірменського населення.

Після перевороту 1917 року територія Нагірного Карабаху стала предметом суперечки між Вірменською та Азербайджанською республіками. Проте британці, що контролювали цей край після Першої світової війни дали згоду на призначення азербайджанського говерлора. 1919 року мали місце погроми вірмен. 22 серпня 1919 р., представники краю підтримують тимчасову владу Азербайджану, до остаточного врегулювання (яке так і не прийшло) — питання на Паризькій мирній конференції. Як наслідок, у березні 1920 року вірменське населення Шуші знищено, після чого до краю ввійшла вірменська армія.

### Радянська епоха

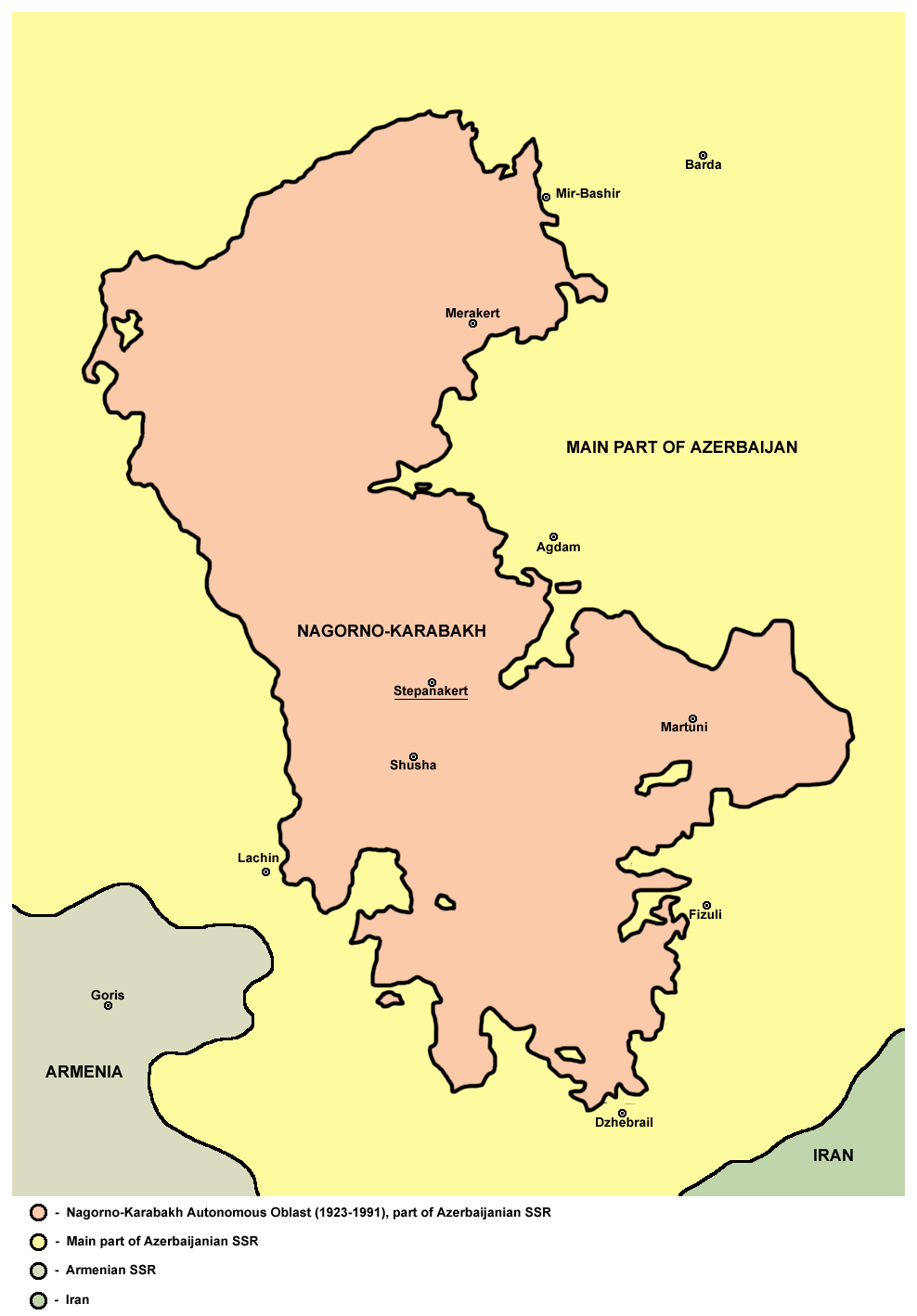

Азербайджан був окупований СРСР у квітні 1920 р., вірменські війська повинні були бути виведені з краю в травні. Тоді більшовики прийшли до влади у Вірменії у листопаді 1920 року і створили Вірменську Радянську Соціалістичну Республіку. 4 липня 1921 р. у присутності Сталіна, Кавказьке бюро ЦК більшовицької партії, що раніше ухвалило рішення на користь Вірменії, ухвалило рішення про включення Нагірного Карабаху до Азербайджанської Радянської Соціалістичної Республіки. У той час, населення території на 94 % складалося з вірменів. У 1923 році створена автономна область Нагірного Карабаху, яка була розділена Лачинським коридором Азербайджану, ще населеним вірменами.
Протягом сімдесяти років ситуація не зазнавала змін. У 1988 році, скориставшись перебудовою, автономна область оголошує про свій вихід 20 лютого 1988 року. За даними перепису населення 1989 року в області налічувалося 189 000 мешканців (41 000 азербайджанців і 145 500 вірмен). 15 червня 1988 р., Азербайджан заявив, що приєднує Нагірний Карабах як свою територію. В тому ж році піднялася хвиля насильства в Азербайджані та Вірменії. Кілька сотень вірмен загинуло у погромах, зокрема в Сумгаїті (1988 р.) та в Баку (1990 р.).

### Період після розпаду СРСР

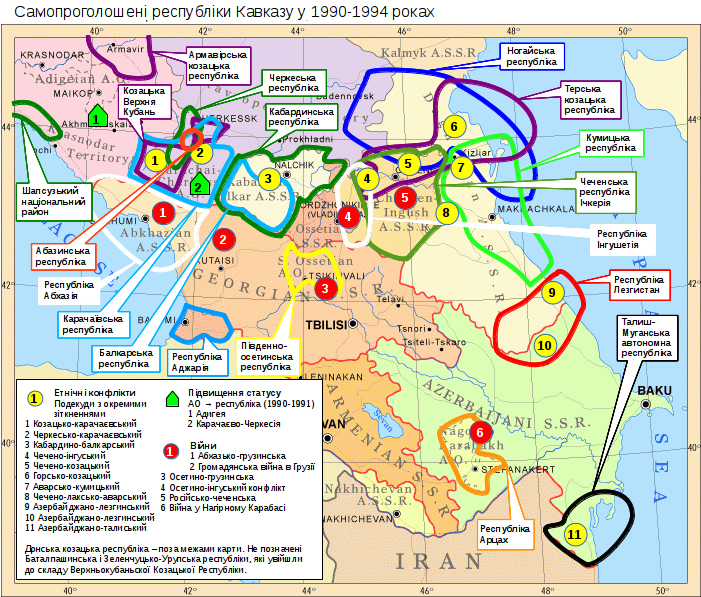
Самопроголошені республіки Кавказу на початку 1990-х

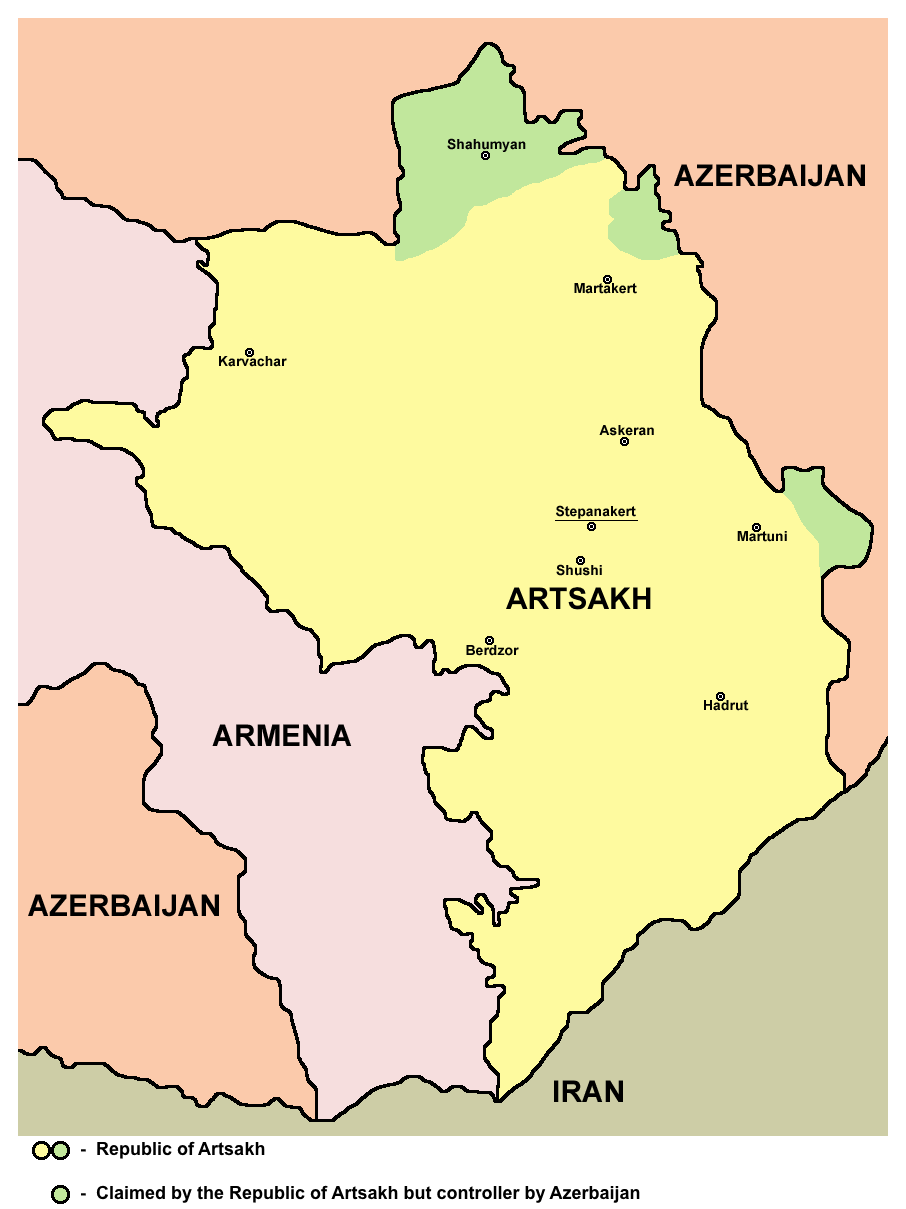
Мапа територій, які контролювала «Республіка Арцах» з 1994 по 2020 рік (жовтим). Декларовані, але не контрольовані території, позначені зеленим кольором

- 2 вересня 1991 року на спільній сесії Нагірно-Карабаської обласної та Шаумянівської районної Ради народних депутатів проголошено утворення Нагірно-Карабаської Республіки у складі СРСР у межах Нагірно-Карабаської автономної області і Шаумянівського району, населених переважно вірменами. Трохи пізніше до складу Нагірно-Карабаської Республіки включена невелика частина Ханларського району (так званий «Геташенський підрайон»)
- 10 грудня 1991 року проведено референдум про незалежність Нагірно-Карабаської Республіки
- 28 грудня 1991 року проведено парламентські вибори, за результатами яких сформовано перший уряд
- У 1992 році розгорається збройний конфлікт, в ході якого Азербайджан встановив контроль над територіями на північ від Мравського хребта і частиною Мартакертського і Мартунинського районів Нагірно-Карабаської Республіки. Під контролем Нагірно-Карабаської Республіки після підписання в травні 1994 року угоди про припинення вогню[50] залишилася більша частина території, заявленої в 1991 році, а також зайняті в ході конфлікту колишні Кельбаджарський, Лачинський, Кубатлинський, Джебраїльський, Зангеланський і частини Агдамського і Фізулінського районів Азербайджану. Згодом у статті 142 Конституції Нагірно-Карабаської Республіки зазначили, що до відновлення цілісності державної території Нагірно-Карабаської Республіки та уточнення меж, публічна влада керуватиме територією, що фактично перебуває під юрисдикцією Нагірно-Карабаської Республіки[51].
- 22 грудня 1994 — Парламент НКР обрав Роберта Кочаряна першим Президентом НКР.
- 24 листопада 1996 — Кочаряна обрано «президентом» НКР
- 1 вересня 1997 — «президентом» НКР обрано Аркадія Гукасяна
- 19 липня 2007 — третім «президентом» НКР обрано Бако Саакяна.

У жовтні 2023 року владою Азербайджану було затримано колишніх «президентів» Нагірного Карабаху Аркадія Гукасяна, Бако Саакяна та «голову парламенту» Давида Ішханяна, їх було доставлено до Баку.

## Географія

### Розташування та рельєф

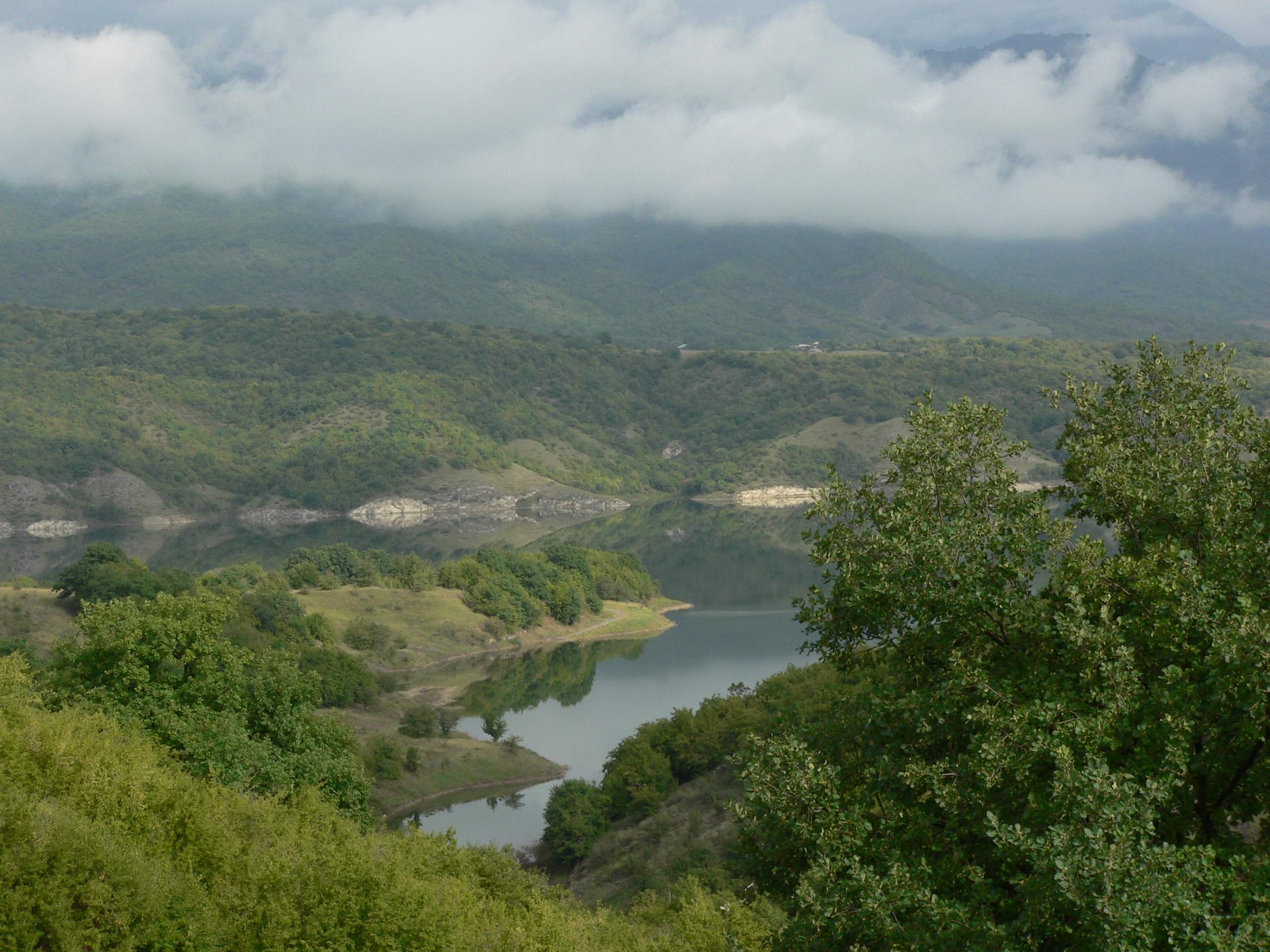
Сарсанське водосховище (Мартакертський район) — найбільше в республіці водосховище.

Територія НКР була розташована в південно-східній частині Малого Кавказу в східній частині Карабаського плато і в Аракській долині, що становить більшу частину Куро-Аракської низовини. Нагірно-Карабаська Республіка межувала на заході з Республікою Вірменія, на півдні по річці Аракс з Ісламською Республікою Іран та на сході та півночі з Азербайджанською Республікою.

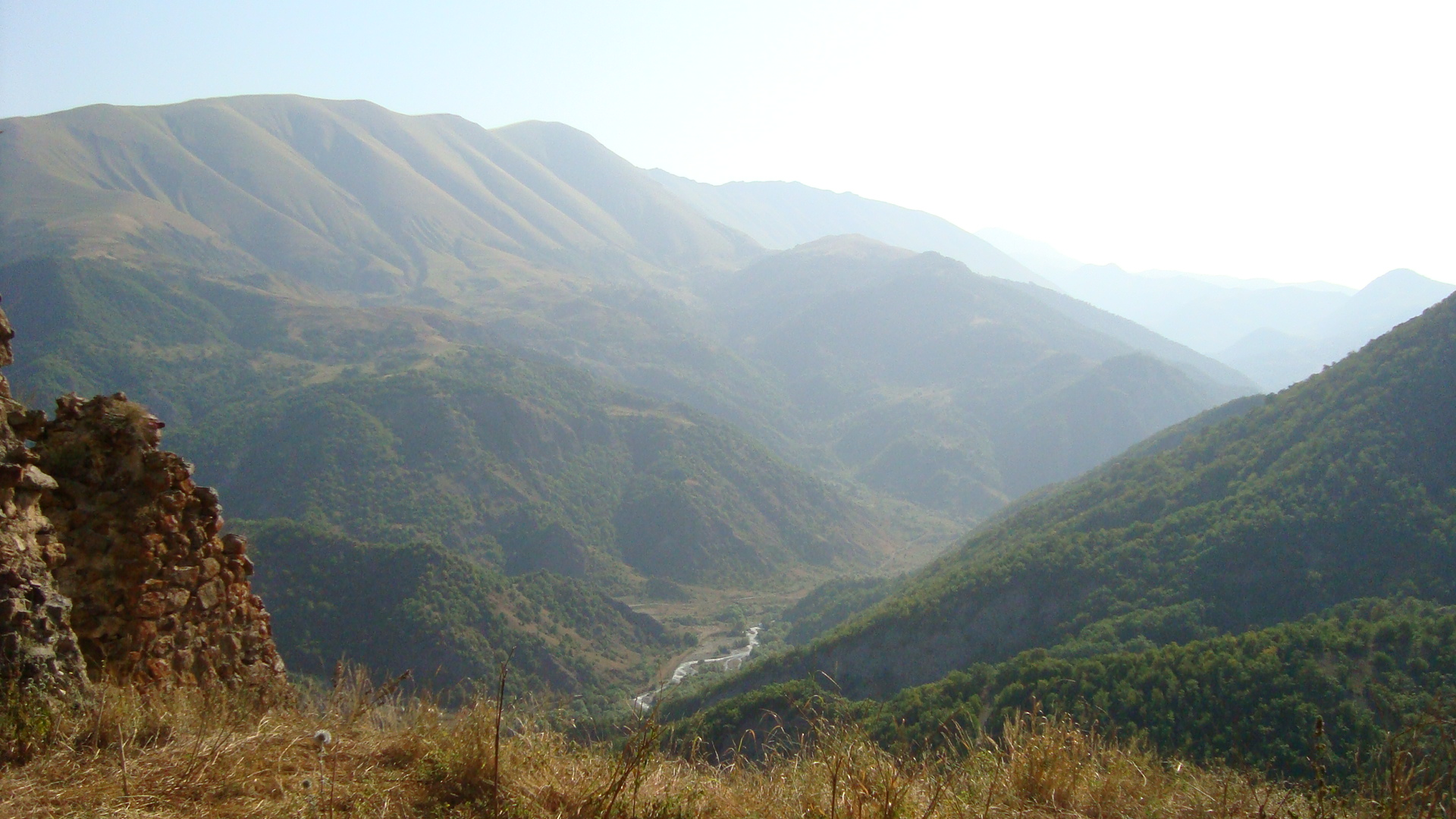
Долина річки Левонагет у Шаумянівському районі.

Завдяки нахилу майже всі річки Нагірно-Карабаської Республіки течуть з гір з заходу і південного заходу на схід і південний схід у Арцаську долину. Це швидкоплинні гірські річки протягом століть перетворили рельєф гірського краю в глибокі ущелини і мальовничі долини. З них значні, зокрема, долини річок Тартар, Хачен, Ішхан, Варанда, Каркар та Акарі. Гірський рельєф порізаний глибокими ущелинами і долинами швидкоплинних гірських річок, найбільша з них — долина річки Тартар, розташована в Мартакертському районі. Низинними є тільки східні частини Мартакертського і Мартунинського районів.
Середня висота над рівнем моря становить 1100 метрів.
З півночі на південь по всьому західному кордоні Нагірного Карабаху тягнеться Карабаський хребет, з якого беруть початок та тягнуться по території краю із заходу на схід кілька гілок хребта. По північній частині тягнеться Мравський хребет, де розташовані найвищі гірські вершини — Гомшасар (3724 м) і Мрав (3343 м), які розташовані на північному заході Мартакертського району. У Карабаський хребет входять розташована в Аскеранському районі гірська вершина «Сорок дівчат», висота якої 2828 м, і вершини Великий Кірс (2725 м) і Дізапайт (2480 м). Великий Кірс був розташований на стику Шушинського і Гадрутського районів, а Дізапайт — у Гадрутському районі.
Арцаське нагір'я подібно всьому Вірменському нагір'ю характеризується активною сейсмічністю. Велике місце займають виниклі в давнину вулканічні гірські породи: вапняк, інші осадові породи, пов'язані з юрського і крейдового періоду.

### Клімат

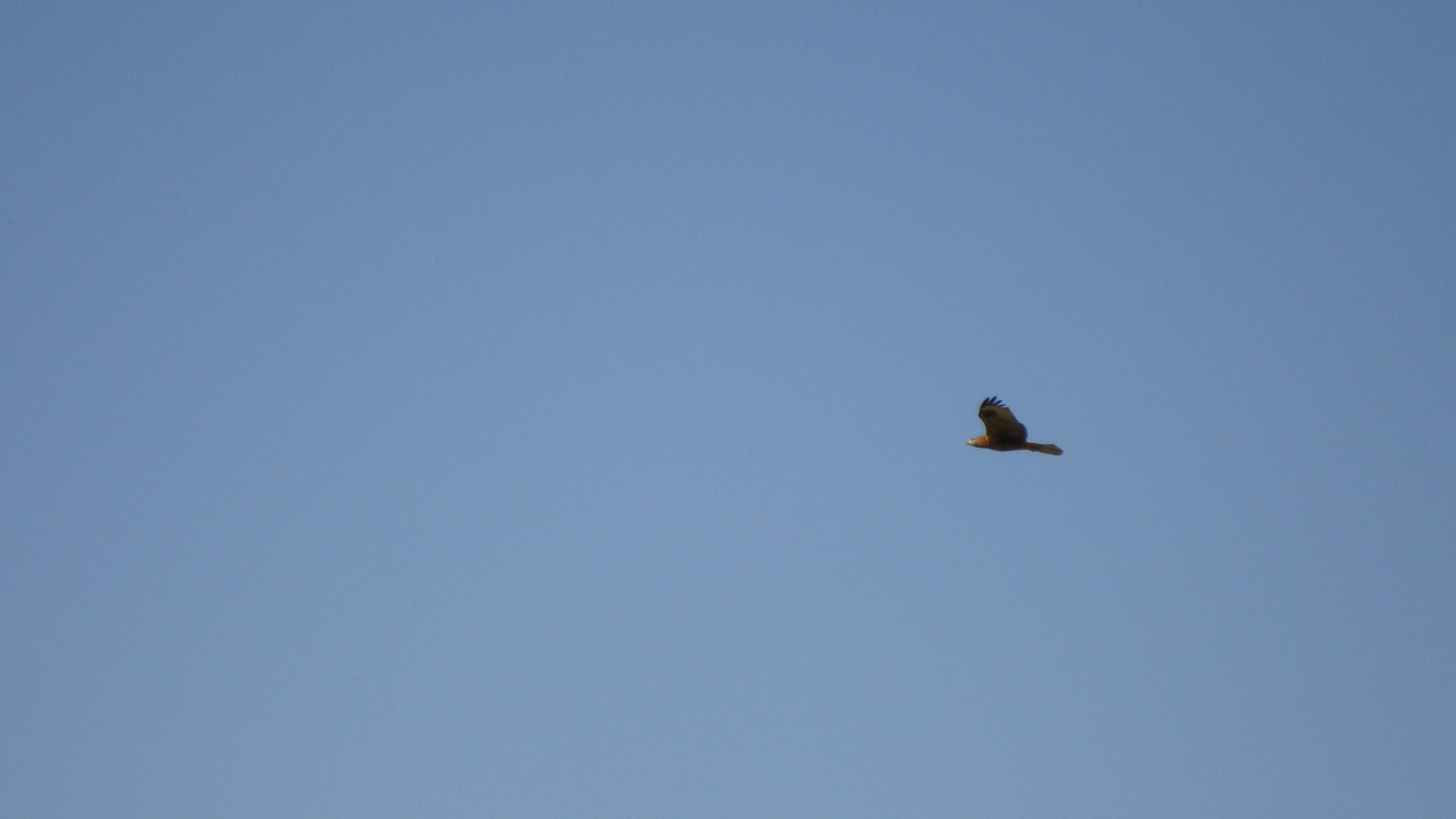
Один з державних символів НКР — орел.

Клімат в землях НКР м'який і помірний, на значній території встановлений сухий субтропічний. Середньорічна температура повітря — 10,5 °С. Найспекотніші місяці — липень і серпень, коли середня температура становить 21,7 °С і 21,4 °С. Найтеплішими місцевостями є низинні зони Мартунинського і Мартакертського районів.
У холодний період середня температура в січні-лютому коливається від −0,2 °С до −0,9 °С.
Тривалі холода і спека, як правило, відстуні, найменша температура в низинній зоні опускається до −16 °С, у передгір'ї — до −19 °С, високогір'я — від −20 °С до −23 °С. Найвища температура в низинних і передгірських місцевостях доходить до +40 °С, середньогірських і гірських місцевостях — від +32 °С до +37 °С.

### Флора та фауна

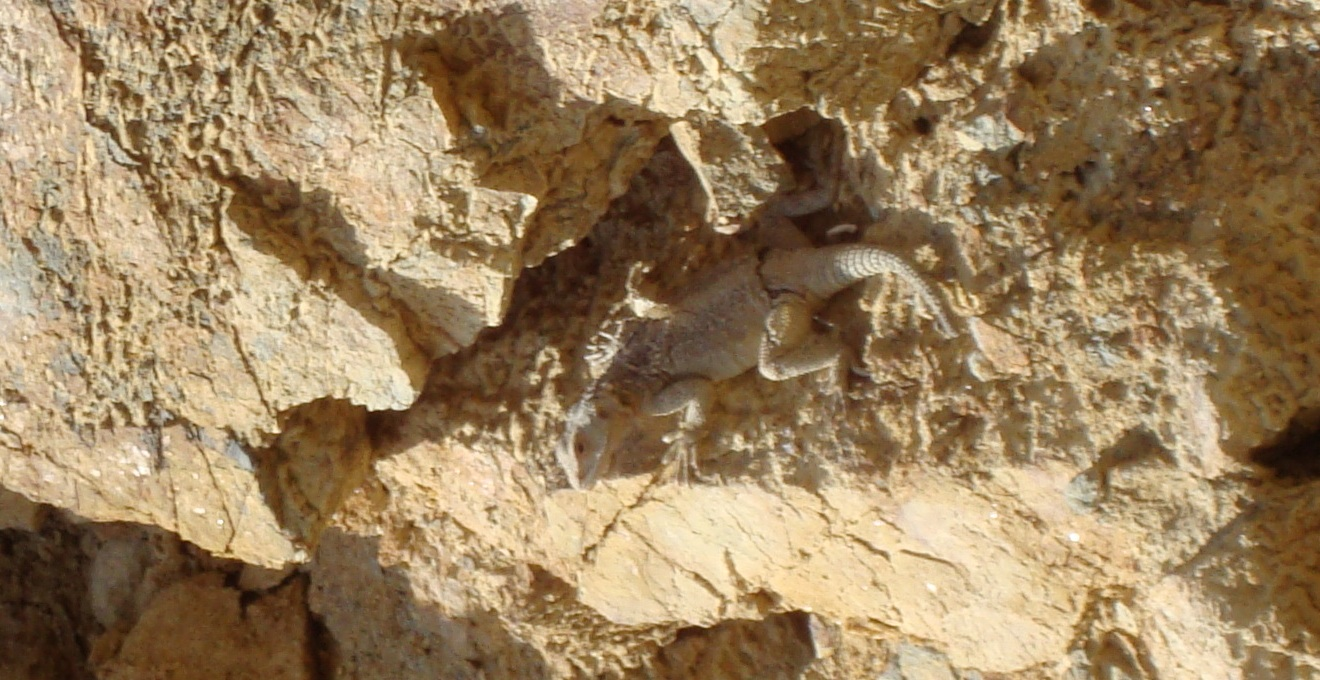
Ящірка, що дряпається вгору у каньйоні річки Трту.

Рослинний світ різноманітний, росте близько 2 тисяч видів рослин, голі скелі трапляються лише у високогірних районах, гірські масиви покриті лісами, чагарниками і трав'яною рослинністю.
Фауна краю різноманітна.
Ссавці. У рівнинній зоні можна зустріти джейран, диких кіз і свиней. У лісах водяться різноманітні види ссавців: ведмідь бурий, вовк, кіт лісовий, рись, лисиця руда, заєць сірий, вивірка кавказька, кріт і свиня дика.
Птахи. З птахів поширені дикі гуси, качки, куріпки, сороки, ворони, горобці, голуби, шуліки, зозулі, горлиці, дятли, жайворонки, сови та інші.
У рівнинних частинах і кам'янистих передгірних поясах поширено безліч видів змій, черепах, їжаків. Різноманітні також види сарани, жуків і метеликів. У відносно великих річках водиться риба.

### Корисні копалини
У геолого-дослідницькому аспекті ця територія вивчена порівняно слабо.
Виявлено проявлення кам'яного вугілля, численних видів металів, особливо цинку, свинцю, міді, золота, сірчаного колчедану, заліза, мармуру і мармурізованого вапняку, граніту, базальту, туфу, а також сировини для виробництва цементу, графіту, літографського каменю, гіпсу, піску та глини.
Відома велика кількість джерел мінеральної води.

## Адміністративно-територіальний поділ
| \| Регіон \| Населення (2010)[53] \| Площа (км²)[53] \| Адміністративний центр \| \| -------------------- \| -------------------- \| --------------- \| ---------------------- \| \| Степанакерт \| 52 900 \| 25,65 \| Степанакерт \| \| Аскеранський район \| 17 900 \| 1196,27 \| Аскеран \| \| Гадрутський район \| 12 800 \| 1869,08 \| Гадрут \| \| Кашатазький район \| 8000 \| 3376,57 \| Бердзор \| \| Мартакертський район \| 20 000 \| 1795,07 \| Мартакерт \| \| Мартунинський район \| 23 800 \| 951,16 \| Мартуні \| \| Шаумянівський район \| 2800 \| 1837,53 \| Карвачар \| \| Шушинський район \| 5400 \| 381,33 \| Шуші \| Територія складається зі столиці та 7 районів: Аскеранського, Гадрутського, Кашатазького, Мартакертського, Мартунинського, Шаумянівського та Шушинського. | Кашатазький Шушинський Гадрутський Аскеранський Мартакертський Мартунинський Шаумянівський Степанакерт |             |                        |
| Регіон | Населення (2010)                                                                                       | Площа (км²) | Адміністративний центр |
| Степанакерт | 52 900                                                                                                 | 25,65       | Степанакерт            |
| Аскеранський район | 17 900                                                                                                 | 1196,27     | Аскеран                |
| Гадрутський район | 12 800                                                                                                 | 1869,08     | Гадрут                 |
| Кашатазький район | 8000                                                                                                   | 3376,57     | Бердзор                |
| Мартакертський район | 20 000                                                                                                 | 1795,07     | Мартакерт              |
| Мартунинський район | 23 800                                                                                                 | 951,16      | Мартуні                |
| Шаумянівський район | 2800                                                                                                   | 1837,53     | Карвачар               |
| Шушинський район | 5400                                                                                                   | 381,33      | Шуші                   |

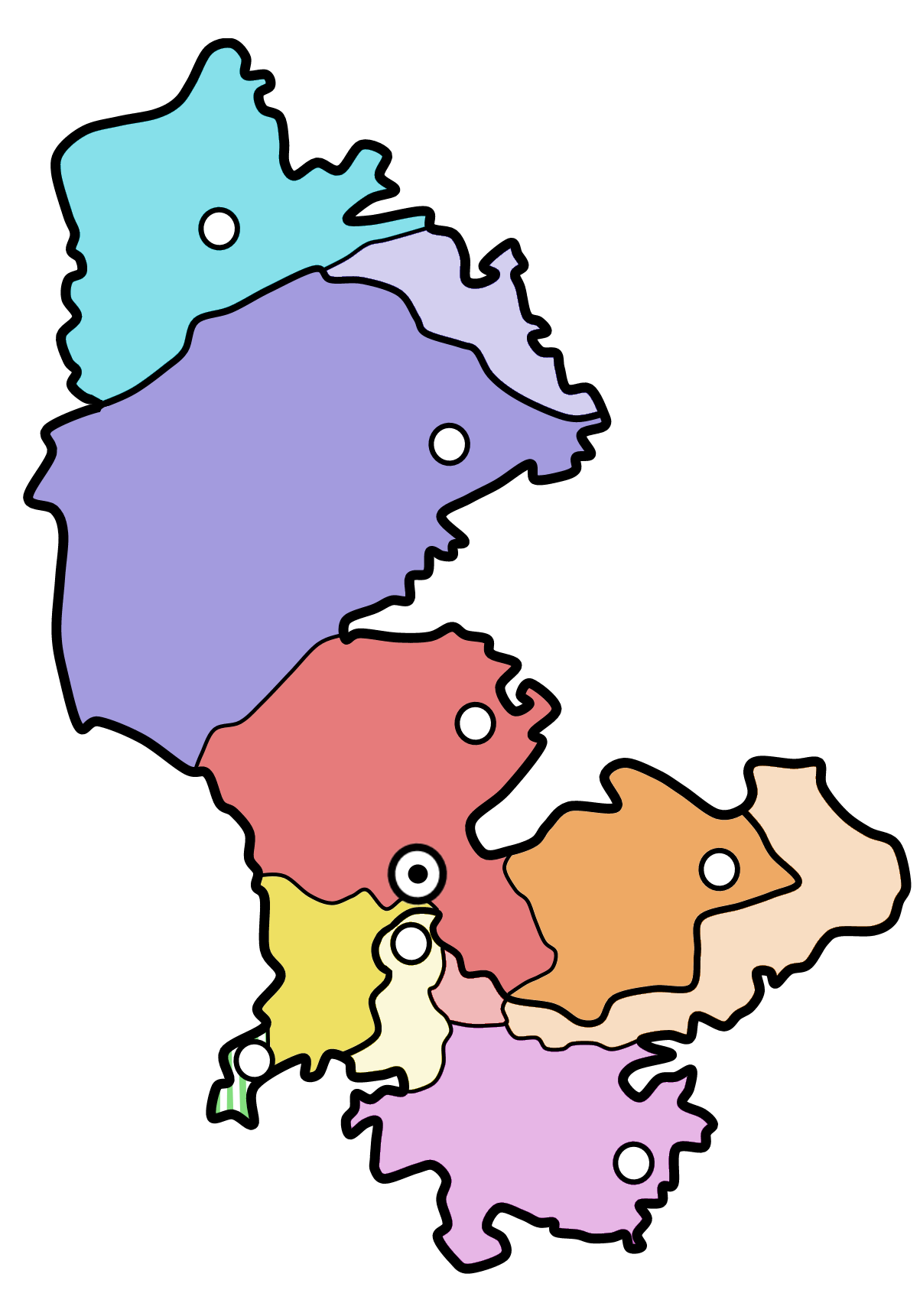
Адміністративно-територіальний поділ Нагірно-Карабаської Республіки

Степанакерт був розташований у центрі Республіки. Місто мало спеціальний статус, тому не входило до жодного району. Площа — 25,7 км². Населення міста становило 52 900 осіб, що більше третини усього населення НКР. Місто з півночі, сходу та півдня межувало з Аскеранським районом, а з заходу з Шушинським районом.

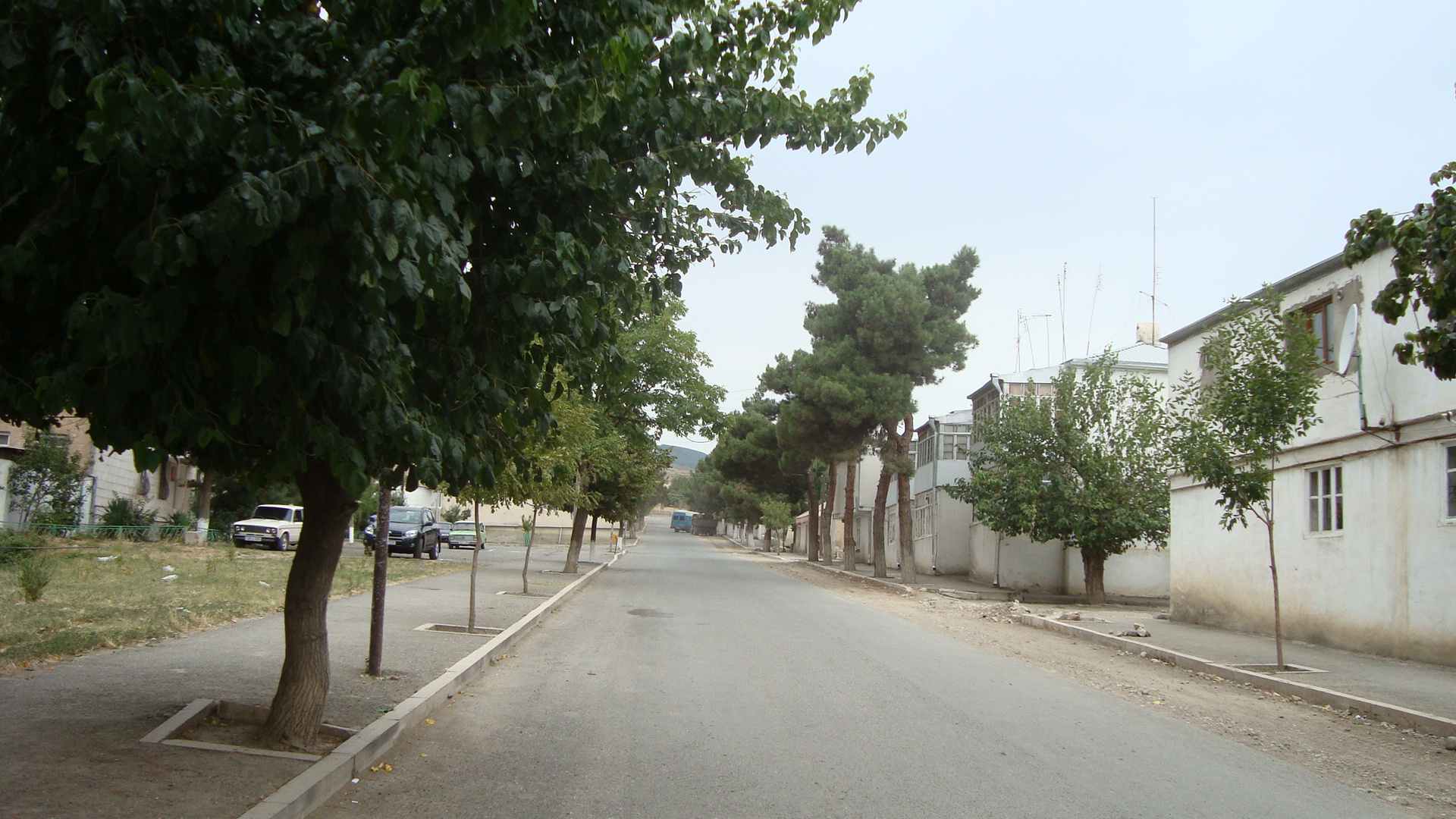
Одна з головних вулиць в Аскерані.

Аскеранський район був розташований на сході Нагірно-Карабаської Республіки. Районний центр — місто Аскеран. Площа — 1196,3 км². Населення району становило 17 900 осіб. У районі нараховувалось 42 общини. На півночі межував з Мартакертським районом, на північному заході межував з Кашатазьким районом, на заході межував з Шушинським районом та містом Степанакерт, на південному заході межував з Гадрутським районом, на півдні межував з Мартунинським районом та на сході межував з Азербайджаном.

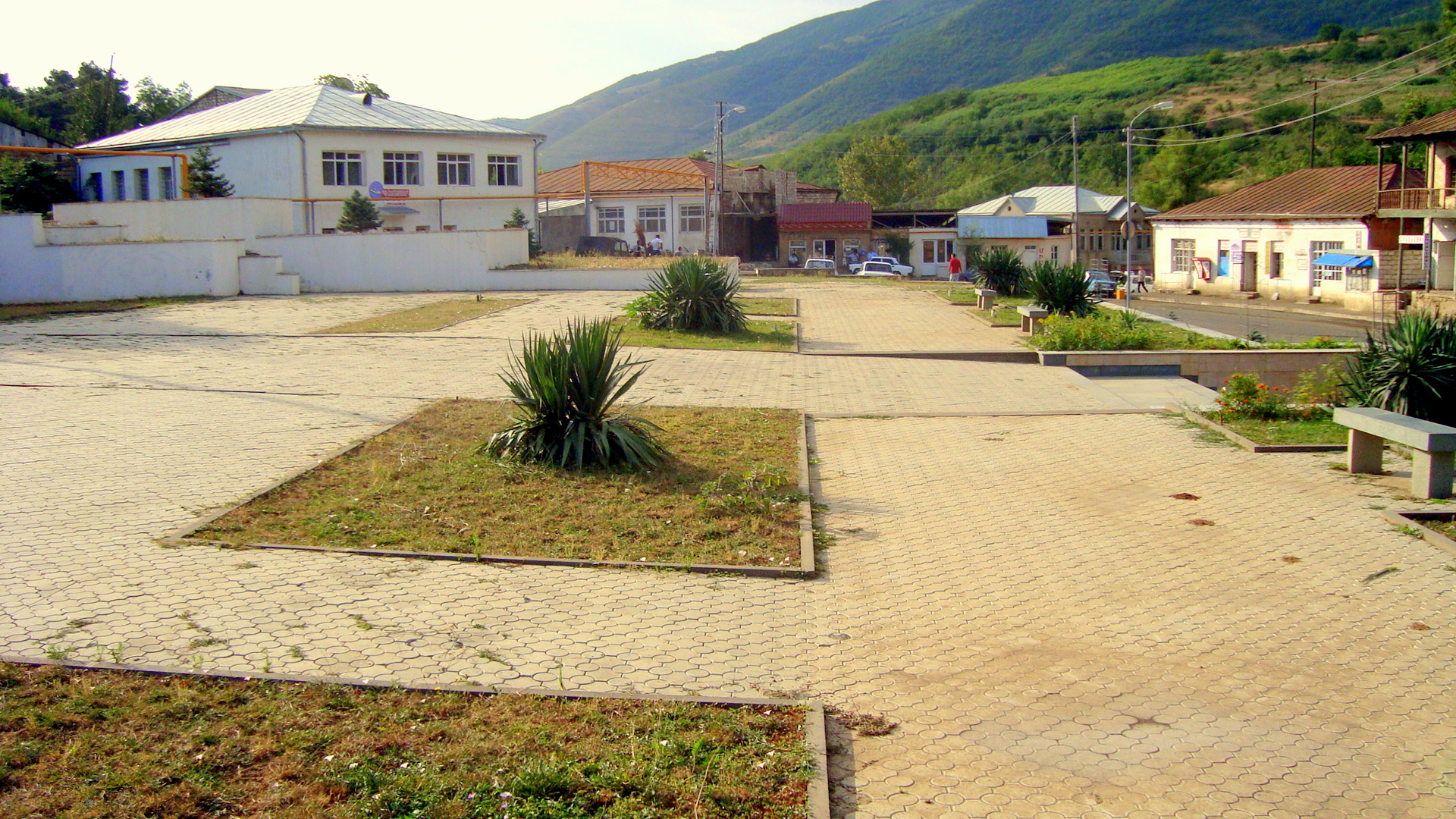
Площа в Гадруті.

Гадрутський район був розташований на півдні Нагірно-Карабаської Республіки. Районний центр — місто Гадрут. Площа — 1876,8 км². Населення району становило 12 800 осіб. У районі нараховується 30 общин. На півночному сході межував з Мартунинським районом, на півночі межував з Аскеранським та Шушинським районом, на заході з Кашатазьким районом, на півдні через прикордонну річку Аракс межував з Іраном, а на південному сході з Азербайджаном.

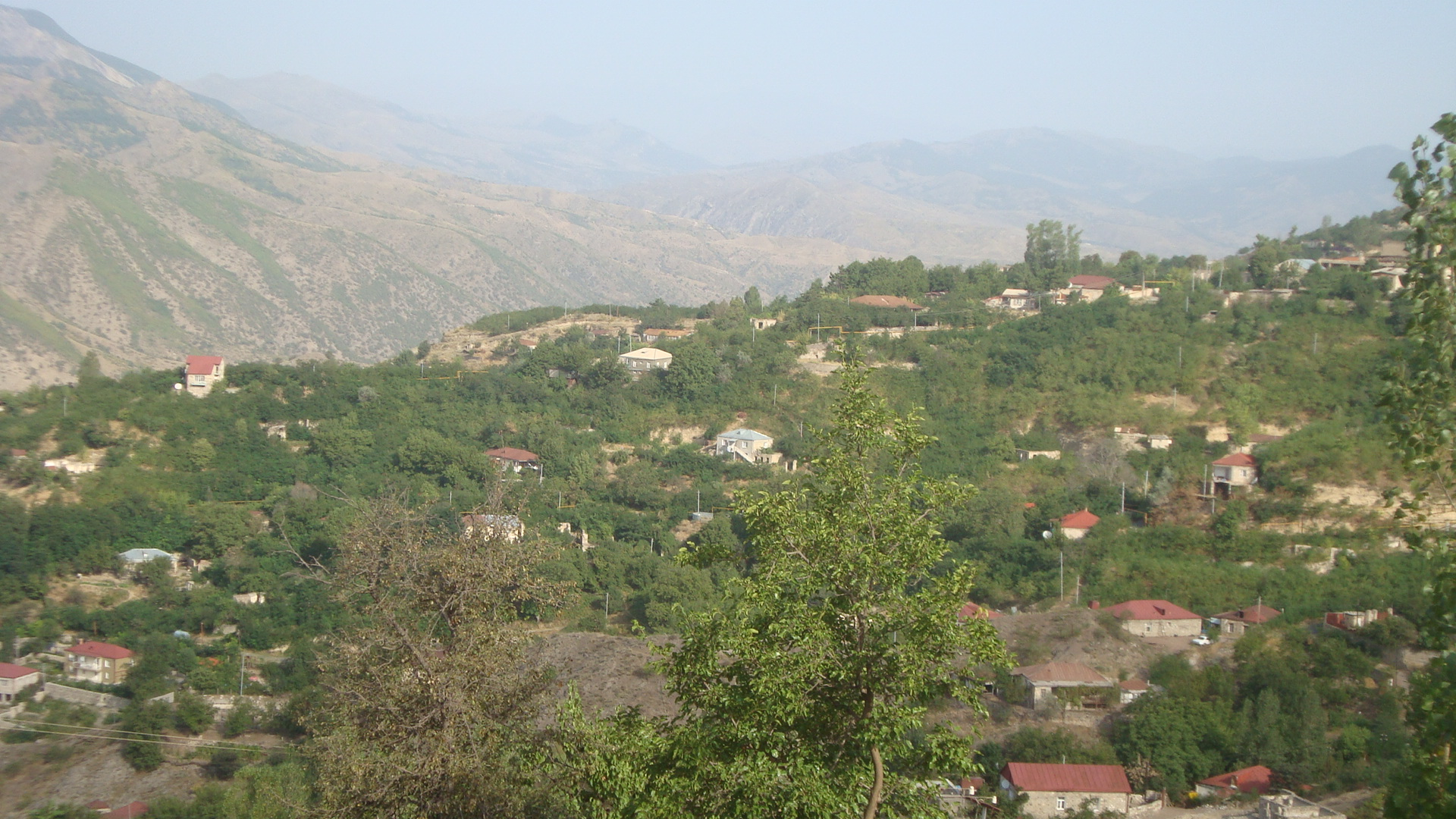
Вигляд на один зі спальних районів в Бердзорі.

Кашатазький район був розташований на заході та південному заході Нагірно-Карабаської Республіки. Районний центр — місто Бердзор. Інші міста — Ковсакан та Міджнаван. Площа — 3376,6 км². За площею район є найбільшим. Населення району становило 8 000 осіб. У районі нараховується 53 общини. На південному сході межував з Гадрутським районом, на сході межував з Шушинським та Аскеранським районом, на північному сході з Мартакертським районом, на півночі з Шаумянівським районом, на північному заході з Вайоц-Дзором, на заході з Сюніком та на півдні через прикордонну річку Аракс проходить державний кордон з Іраном.

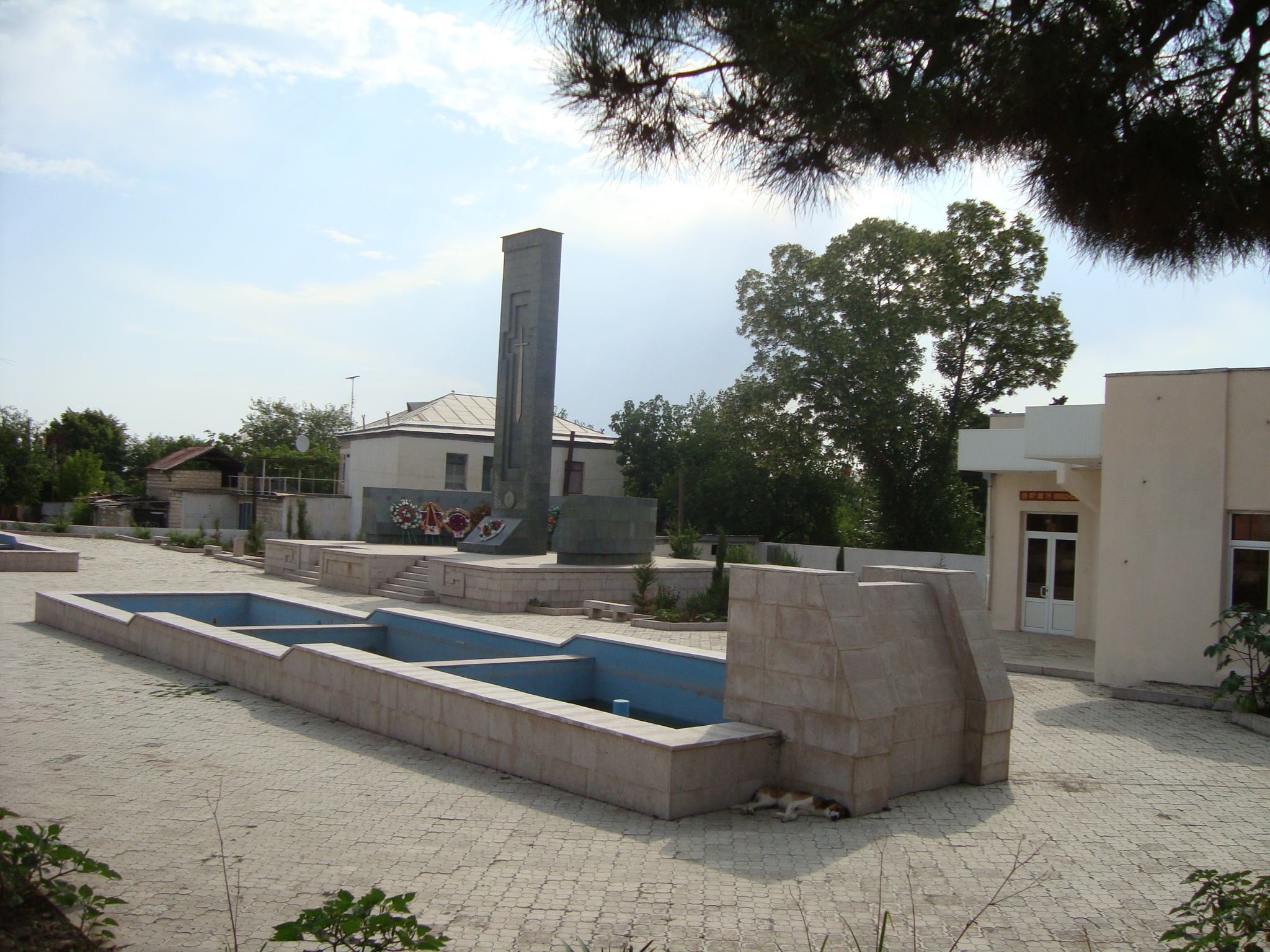
Алея Слави на честь визволителів Мартакерту.

Мартакертський район був розташований на північному сході Нагірно-Карабаської Республіки. Районний центр — місто Мартакерт. Площа — 1795,1 км². Населення району становило 20 000 осіб. У районі нараховується 43 общини. На півдні межував з Аскеранським районом, на південному заході з Кашатазьким районом, з Шаумянівським районом межував на заході та на півночі (частина Шаумянівського району, з яким межував на півночі, перебуває під контролем Азербайджану) та на сході межував з Азербайджаном.

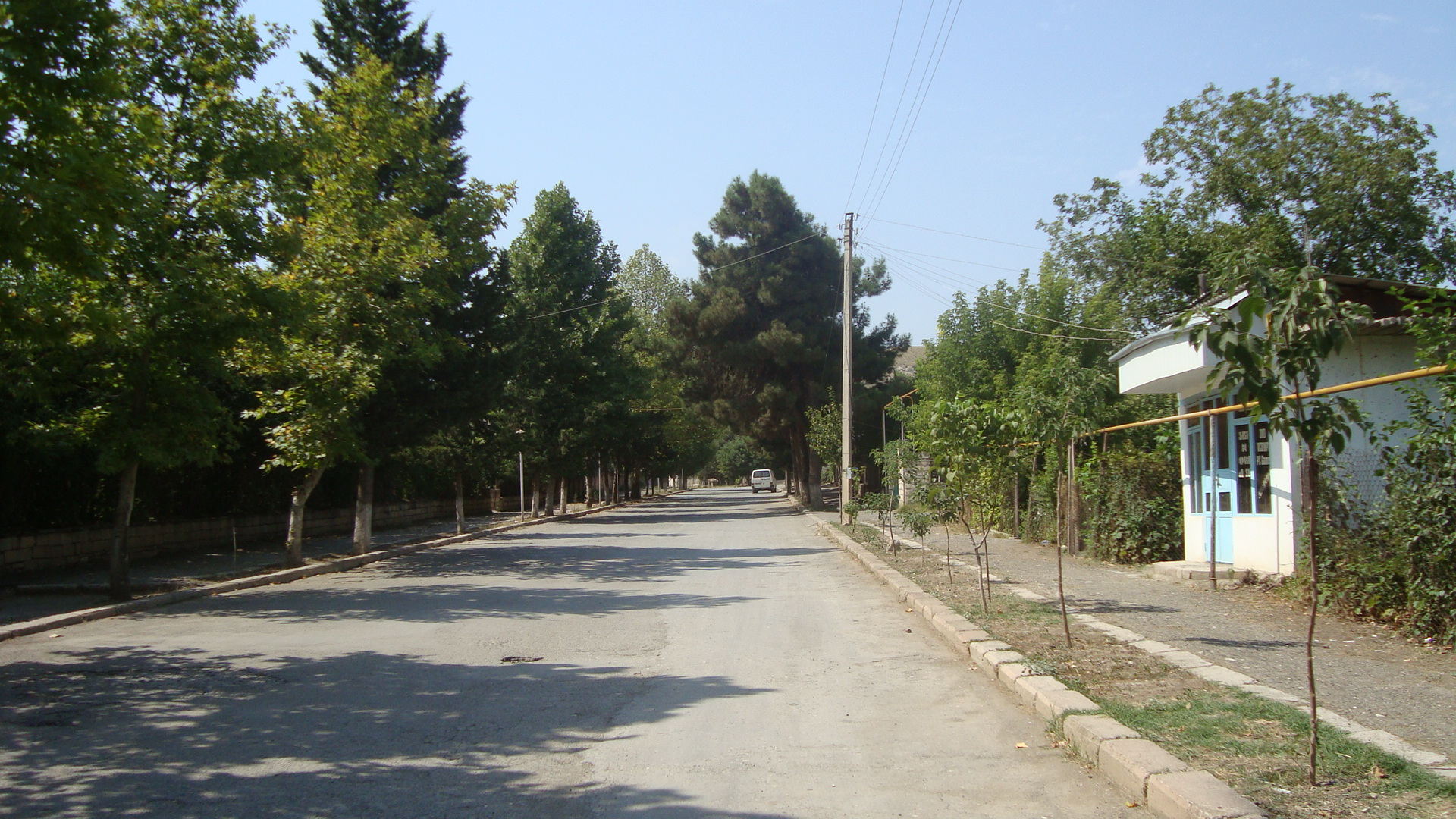
Одна з основних вулиць в Мартуні.

Мартунинський район був розташований на південному сході Нагірно-Карабаської Республіки. Районний центр — місто Мартуні. Площа — 951,1 км². Населення району становило 23 800 осіб. В районі найбільша щільність населення серед інших районів. У районі нараховується 36 общин. На півночі та північному заході межував з Аскеранським районом, на південному заході з Гадрутським районом, а на південному сході та сході з Азербайджаном.

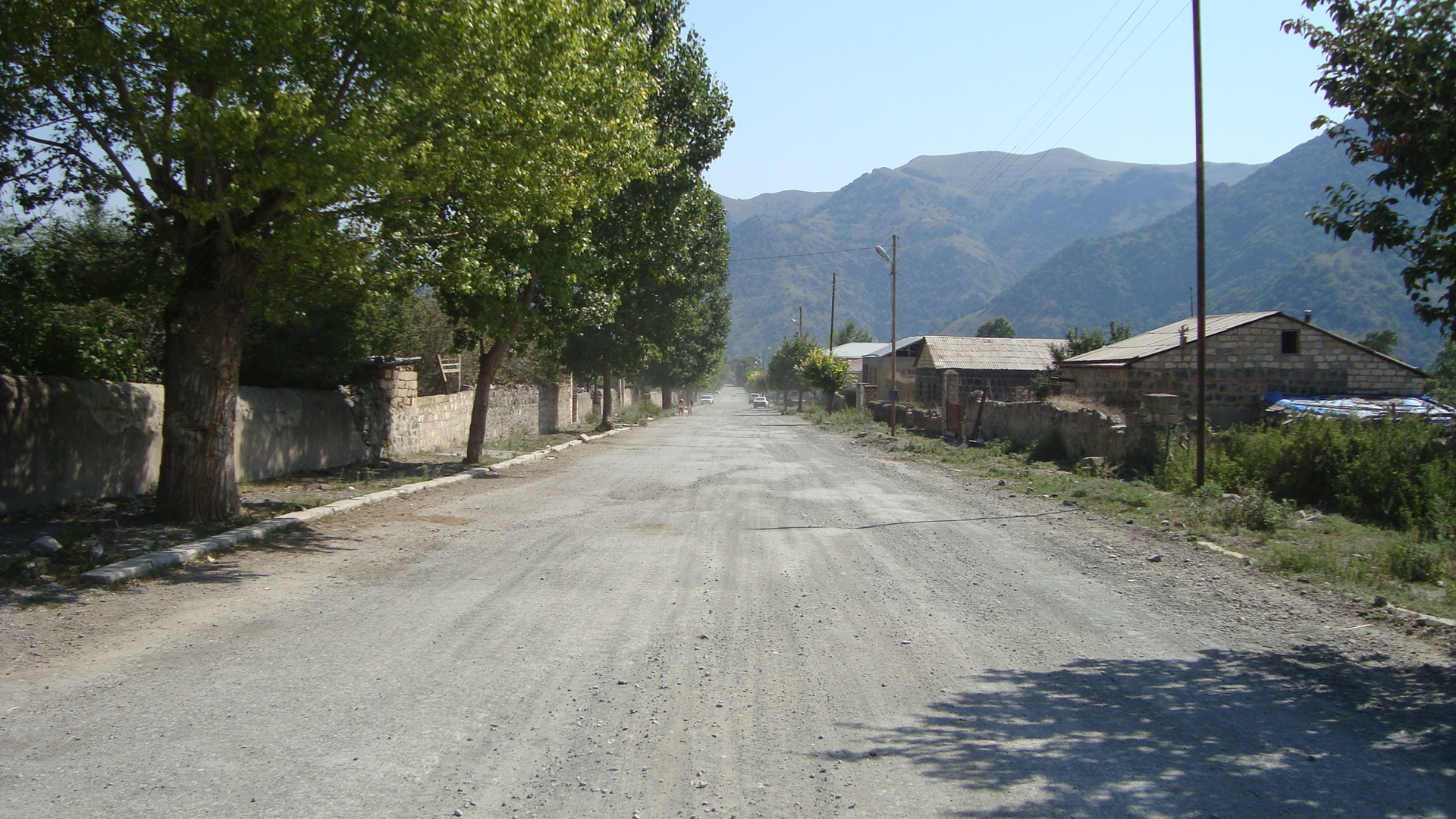
Центральна вулиця Карвачару.

Шаумянівський район був розташований на півночі та північному заході Нагірно-Карабаської Республіки. Районний центр — місто Карвачар. Площа — 1829,8 км². Населення району становило 2 800 осіб. У районі була найнижча щільність населення. У районі нараховувалось 52 общини. На сході з Мартакертським районом, на півдні межував з Кашатазьким районом, на південному заході з Вайоц-Дзором, на північному заході з Гегаркуніком, на півночі та північному сході з Азербайджаном.

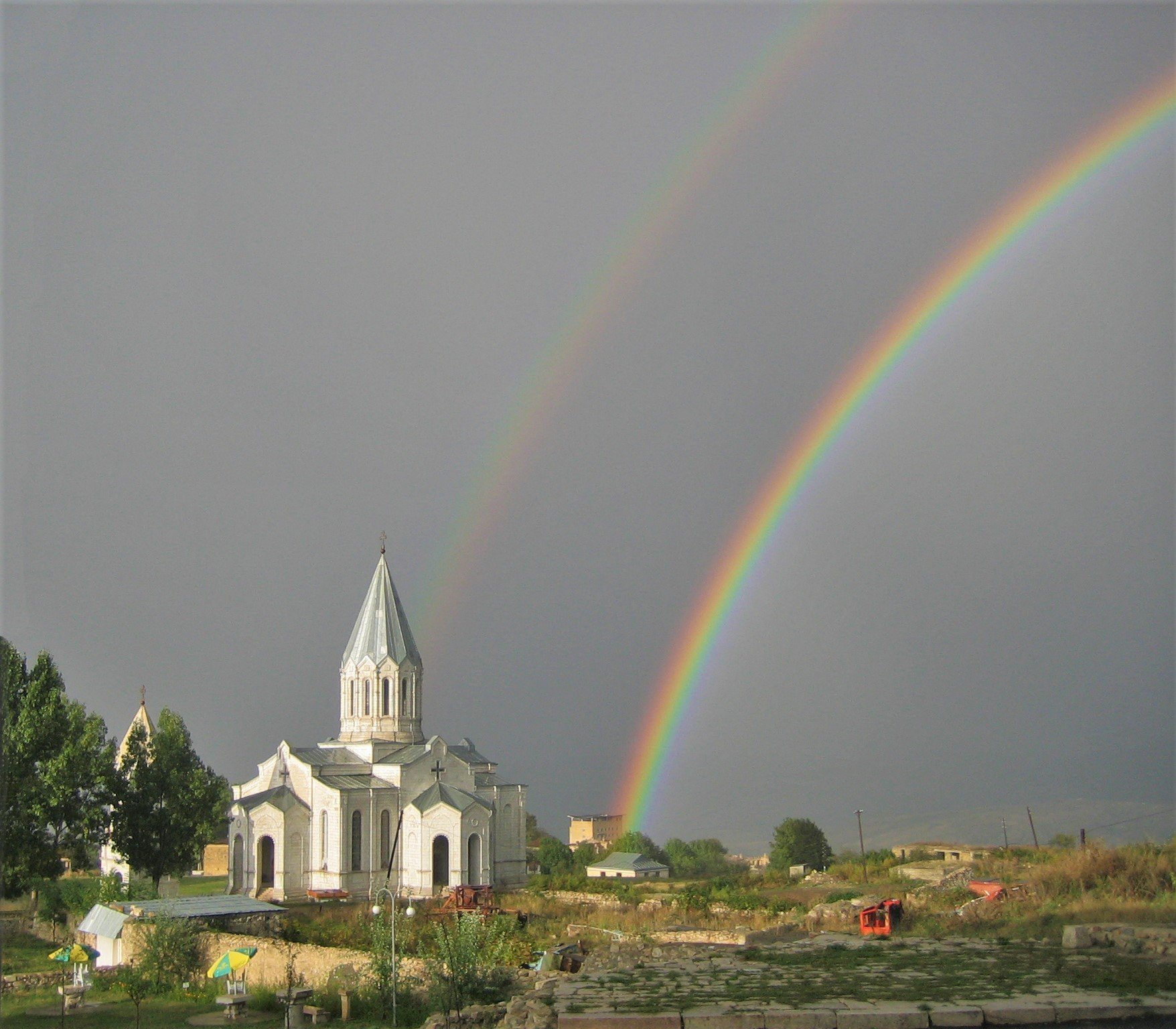
Церква Сурб Казанчецоц в Шуші.

Шушинський район розташований у центрі Нагірно-Карабаської Республіки. Районний центр — місто Шуші. Площа — 381,3 км². За площею район був найменшим. Населення району становило 5 400 осіб. У районі нараховувалось 7 общин. На півдні межував з Гадрутським районом, на заході з Кашатазьким районом, на півночі та сході з Аскеранським районом, а на північному сході зі столицею — містом Степанакерт.

## Населення
Населення Нагірно-Карабаської АО у складі Азербайджанської РСР:
- 1959 — 301 910
- 1970 — 390 098
- 1979 — 436 004
- 1989 — 512 072

У 1995 (після азербайджано-карабаської війни 1991—1994) чисельність населення НКР становила 122 600 осіб, а за результатами перепису населення 2005 року — 137 737 осіб. У період після перепису, населення НКР збільшилося на 3700 осіб.
На 1 січня 2010 року 52,5 % становило міське населення, а 47,5 % — сільське. Середнє зростання питомої ваги міського населення в останні 6 років склало 0,35 %.
На початку 2010 року чоловіки становили 48,1 % населення НКР, жінки — 51,9 %. Середній вік населення — 33,4 року. За даними на початок року, 24,6 % населення НКР становили громадяни у віці 0-15 років, 62,2 % — працездатного віку, 13,2 % — вище працездатного віку.
Динаміка чисельності населення Нагірно-Карабаської Республіки:
- 2005 — 137 737
- 2013 — 143 574

Національний склад населення за переписом 2005 року:
- вірмени — 137 380 (99,7 %)
- росіяни — 171 (0,1 %)
- українці — 21
- інші — 165

## Влада
НКР позиціонувала себе як президентська республіка.

### Конституція
Конституція НКР була основним законом невизнаної держави і мала найвищу юридичну силу в рамках даної території. Конституція НКР складається з преамбули та 12 глав, які в свою чергу поділені на 142 статті. Конституція прийнята 10 грудня 2006 року на всенародному референдумі.
Відповідно до Конституції, НКР — суверенна, демократична, правова, соціальна держава.
Державна влада здійснювалась відповідно до Конституції і законів — на основі поділу та балансу законодавчої, виконавчої та судової влади.

### Президент
Останнім президентом НКР був Шахраманян Самвел Сергійович.
Президент вважався главою держави, стежив за дотриманням Конституції, забезпечував нормальне функціонування законодавчої, виконавчої та судової влади, був гарантом суверенітету, незалежності, територіальної цілісності і безпеки Нагірно-Карабаської Республіки.
Президент обирався громадянами НКР шляхом загального рівного прямого таємного голосування за принципом один виборець — один голос (пропорційна виборча система) строком на п'ять років.

### Парламент
Парламентом НКР є Національні Збори.
Національні Збори є єдиним органом законодавчої влади в республіці. Парламент НКР складається з 33 народних депутатів, які обираються за змішаною виборчою системою. Парламент очолює Голова Національних Зборів, яким наразі є Давид Ішханян.
За результатами останніх парламентських виборів, що відбулися 23 травня 2010 р., у парламент пройшли три партії — «Вільна Батьківщина», «Демократична партія Арцаха» та АРФ «Дашнакцутюн». Четверте місце зайняла Комуністична партія Арцаха, яка вже вкотре не може пробитися до парламенту.

### Уряд
У Нагірно-Карабаській Республіці виконавчу владу здійснював Уряд. Держміністра та Уряд призначав Президент, а затверджував Парламент. Останнім держміністром НКР був Артур Арутюнян.
До складу Уряду входили дванадцять міністерств:
1. Охорони здоров'я
2. Юстиції
3. Закордонних справ
4. Сільського господарства
5. Апарату уряду
6. Освіти і науки
7. Культури та у справах молоді
8. Оборони
9. Соціального забезпечення
10. Економічного розвитку
11. Містобудування
12. Фінансів

Виконавчу владу на місцях здійснювали місцеві державні адміністрації.
До 2017 року посада державного міністра мала назву «прем'єр-міністр».

### Судова влада

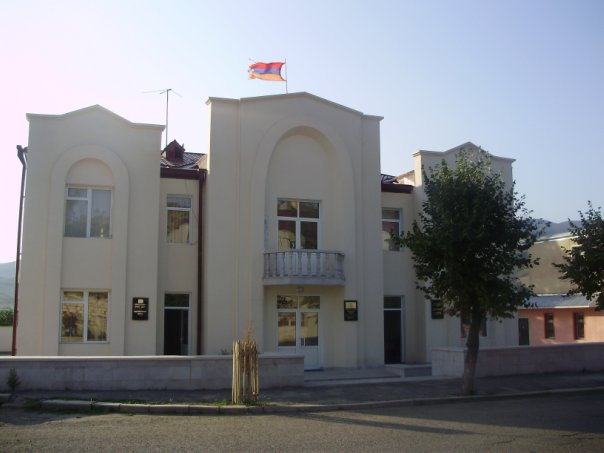
Аскеранський районний суд. Один з судів першої інстанції загальної юрисдикції.

Судова влада Нагірно-Карабаської Республіки здійснюється судами, відповідно до Конституції та законів НКР.
Судову систему в НКР складають:
- Верховний Суд;
- Апеляційний Суд;
- Суд першої інстанції загальної юрисдикції.

Конституція гарантує кожному право на судовий захист своїх прав та свобод. Кожен має право на публічний розгляд своєї справи в розумні строки незалежним та безпристрастним судом в умовах рівності, з дотриманням усіх вимог справедливості.

### Прокуратура
Генерального прокурора НКР призначають Національні Збори за поданням Президента. Заступників Генерального прокурора призначає та звільняє Президент за поданням Генерального прокурора.
Чинним Генеральним прокурором НКР є Аршавір Гарамян.

### Омбудсмен
Омбудсмен здійснює захист порушених державними органами, органами місцевого самоврядування та посадовими особами прав і свобод людини і громадянина в Нагірно-Карабаській Республіці.
Офіс Омбудсмена НКР сформований 16 квітня 2008. Омбудсменом НКР обраний Юрій Айрапетян.

### Державні символи

Прапор Нагірно-Карабаської Республіки

Державний прапор НКР затверджений законом від 26 січня 1993 «Про державний прапор НКР». Автором прапора є Лаврент Галаян. Державний прапор НКР являє собою прямокутне полотнище з трьох горизонтальних смуг: верхньої — червоного, середньої — синього і нижньої — помаранчевого кольору, ширина кожної з яких становить 20 сантиметрів. З двох країв правої сторони полотнища починається білий п'ятизубчатий ступінчастий килимовий узор, що з'єднується на одній третій частині прапора. Відношення ширини прапора до його довжини становить 1:2 (60х120 см).

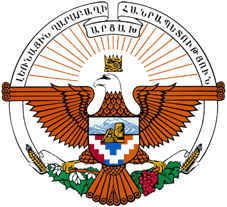
Герб Нагірно-Карабаської Республіки

Державний герб НКР затверджений законом від 26 січня 1993 «Про державний герб НКР». Державний герб НКР являє собою зображення орла з розпростертими крилами, над яким розходяться промені сонця й поміщена корона династії Арташесидів. У центрі — зображення скульптури «Ми і наші гори» на тлі Державного прапора НКР і гори Кірс. Внизу, у кігтях орла — грона винограду, плоди шовковиці, колосся пшениці. У верхньому півколі зроблено напис вірменською «Нагірно-Карабаська Республіка — Арцах». На кольоровому зображенні державного герба НКР орел коричневого кольору, з чорними смугами, голова — біла, кігті помаранчеві. Промені сонця і колосся пшениці — помаранчеві.
Державний гімн є символом незалежної державності Нагірно-Карабаської Республіки. Державний гімн НКР ухвалено рішенням Верховної Ради республіки 17 листопада 1992. Автором слів «Гімн Арцаху» є Вардан Акопян, автором мелодії — Армен Насібян.

## Культура

### Релігія
Розповсюдження християнства у вірменському світі сходить до першого століття — періоду Апостольської проповіді. Першими проповідниками в Арцаху були одні з 72 учнів Ісуса Христа — Дадо і Єгіше, які, поширюючи світло християнства, пали мученицькою смертю.
Після прийняття у 301 християнства у Вірменії як державної релігії в Арцасі також були створені єпархії, що становили в духовному та адміністративному плані органічне ціле з вірменською церквою.

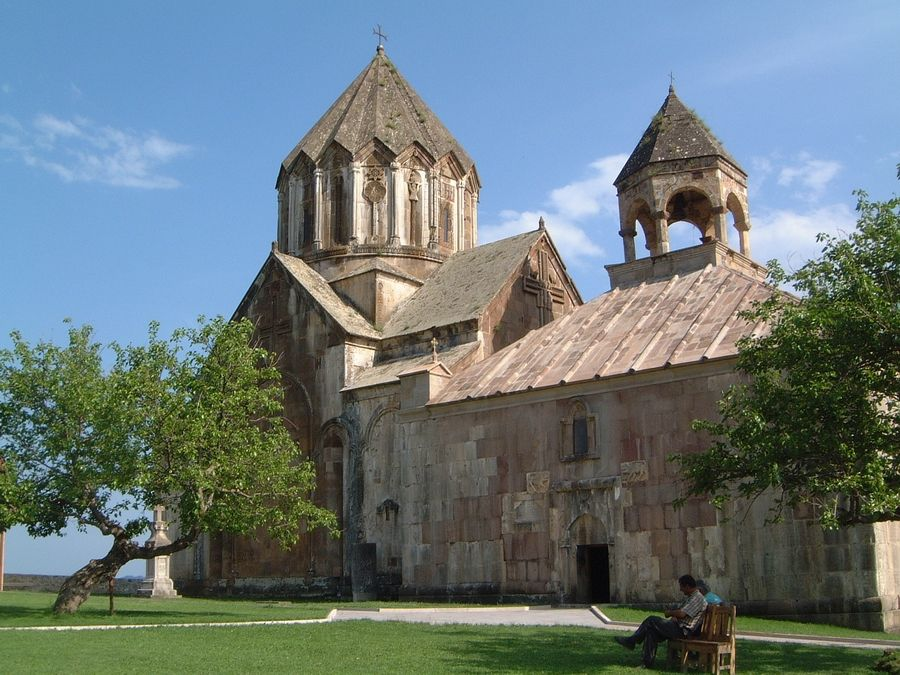
Гандзасарський монастир

У період втрати Вірменією державності і виходячи з нових історичних реалій, вірменська церква приводила свою місію у відповідність до вимог часу, створюючи окремі католікосати. Одним з таких католікосатів був Агванський, який у духовному відношенні підкорявся Кафедральному Собору Св. Ечміадзіна. Місце розміщення католікосата неодноразово змінювалося, однак з 13 століття він остаточно влаштувався в Гандзасарському монастирі, у церкві Св. Ованеса Мкртіча (Іоанна Хрестителя), яка побудована на честь доставленої сюди голови Ованеса Мкртіча.
У 1805 Арцах перейшов від Персії до Росії. У 1815 російський уряд почав наступ на місцеве духівництво та знизив статус католікосата до статусу митрополитства.
У 1923 радянським режимом Арцах разом з двома іншими історичними областями Утіком і Ґандзаком був насильно включенений до складу новоствореного Азербайджану, який планомірно став витісняти вірмен з цих регіонів, закривати монастирі та церкви, піддавати висилкам та розстрілам тисячі християнських священнослужителів. До 1930 року тут не залишилося жодної діючої церкви і священика.
У 1988, з початком національно-визвольного руху в Арцасі, представилася можливість відновлення Арцаської єпархії. Першою відкрилася в 1989 р. церква Гандзасар. Нині в єпархії — 10 священиків, відреставровані та відкриті 17 церков, у тому числі побудована одна нова, йдуть роботи з відновлення та будівництва інших.

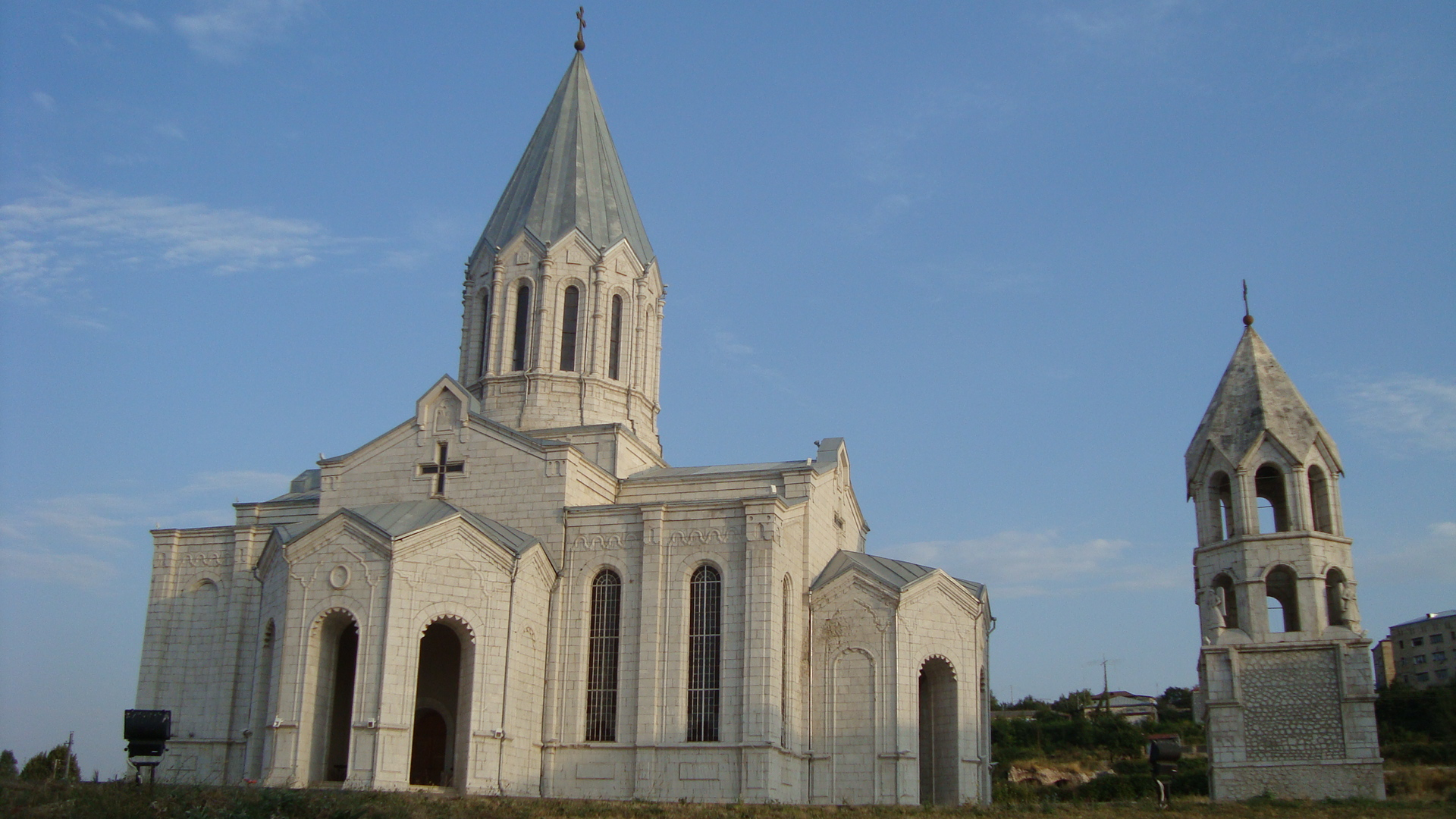
Собор Сурб Аменапркіч Казанчецоц

Духовним центром єпархії є Гандзасарський монастир, у якого багаті історичні традиції, а адміністративним центром і резиденцією глави єпархії — місто Шуші з Кафедральним Собором — церквою Аменапркіч (Казанчецоц) («Аменапркіч» в перекладі з вірменської — «Всеспаситель»).
В єпархії діють теологічний центр «Гандзасар», де опубліковано понад 50 цінних релігійно-теологічних книг, ведеться релігійна радіопередача «Гандзасар», функціонує центр християнського виховання та проповіді, який стежить за діяльністю недільних шкіл та проведенням занять з релігії в загальноосвітніх школах Арцаху.
Також діють Шушинська духовна семінарія, інформаційний центр, центр Християнської культури, дитячий християнський театр, церковна братія та інше.
З моменту відновлення Арцаської єпархії в 1989 р. і до цього дня її предводителем є архієпископ Паргев Мартіросян.
Згідно Конституції НКР, дискримінація за ознаками релігії заборонена. Свобода вираження релігії і переконань може бути обмежена тільки законом на підставах, передбачених статтею 52 Конституції. Свобода діяльності релігійних організацій, що діють в установленому законом порядку, гарантується. Забороняється використання прав і свобод з метою розпалювання релігійної ненависті.

### Вбрання

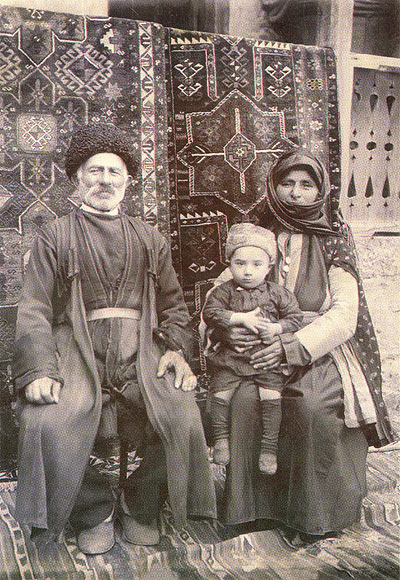
Вірменська сім'я з села Ванк у національному костюмі

В давні часи чоловіки носили архалук і зверху чоху, шаровари, що підв'язувались шнуром хонджан. На ноги вдягались короткі шкарпетки — кюлба, зі шнуром для підв'язування та постоли із сирої шкіри. Взимку верхнім одягом слугувала довга овеча шуба — кюлк.
Старий жіночий костюм складається із довгої нижньої сорочки — шапік, що має довжину майже до п'яток, з довгими рукавами. Поверх неї одягають архалук, що прив'язується шовковим кушаком. У святкові дні одягається шуба (кюлк) червоного кольору. Складним є головний убір, який покриває нижню частину обличчя, майже до носа, а на лобі на ободку підвішані золоті чи позолочені монети. Традиційне жіноче взуття складається з чмошок чи кошів, які одягаються поверх візерунчатих панчіх.

### Кухня

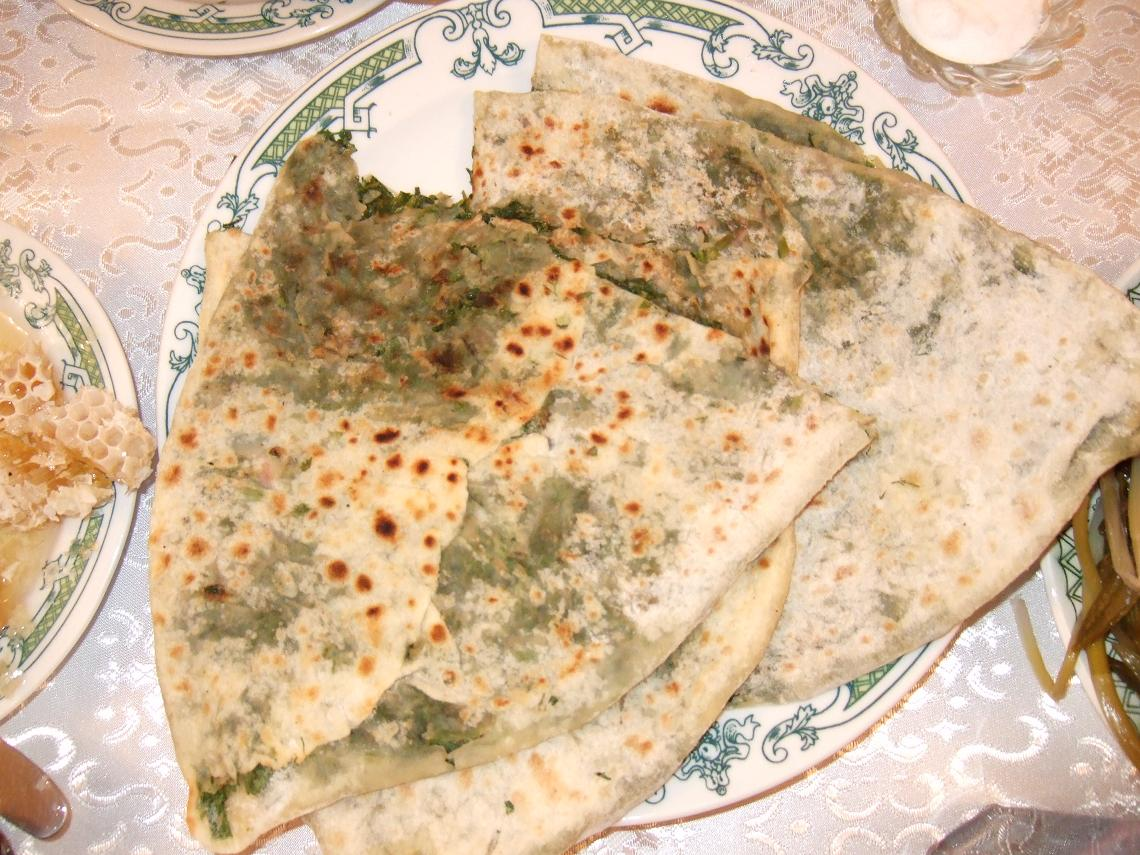
Женгялов хац — це зелень в лаваші, яка є невід'ємним елементом карабаської кухні

Карабаська кухня, як і історія Карабаху, сягає своїм корінням в глибоку старовину.
Вона являє собою дивовижну комбінацію всіляких смаків і ароматів, притаманних лише атмосфері, насиченій сонцем, теплими серцями і усмішками карабахців. Основним секретом знаменитого карабаського довголіття є використання екологічно чистих продуктів разом з помірним вживанням унікальною тутової або кизилової горілки, яка містить велику кількість природних цілющих ефірних олій.
Женгялов хац (хлібний коржик з зеленню) — дуже поширений, вживався в їжу в Карабасі цілий рік та не зустрічається в кухні інших регіонів Вірменії взагалі. Женгялов хац — страва майже обрядова — основний сенс його приготування в тому, щоб зібрати родичів і зробити загальне дійство — об'єднатися ще раз, щоб поговорити про те, про се, обмінятися новинами і просто зігріти душу поруч з люблячими серцями.
Карабах був відомий і своїми винами, зробленими з винограду сортів Хіндогні і Мускат — червоні, білі, десертні та сухі. Також широко відомі ягідні вина — з ожини, граната, і т. д. Серед міцних напоїв найбільш розповсюдженою була карабаська шовковична горілка міцністю 50-70 градусів.

### Державні свята
Новий рік та Різдвяні свята — відзначалися з 31 грудня по 6 січня. 31 грудня — 2 січня (Новий рік), 3-5 січня (передріздвяні свята) і 6 січня (Різдво і Святе Богоявлення). Вірменська апостольська церква святкує Різдво 6 січня, в один день із Хрещенням Господнім. Всі ці дні були неробочими.
| Свято                                                                                        | Відзначення         | Статус    |
| -------------------------------------------------------------------------------------------- | ------------------- | --------- |
| День поминання покійних                                                                      | 7 січня             | неробочий |
| День відродження Арцаху                                                                      | 20 лютого           | робочий   |
| День рідної мови                                                                             | 21 лютого           | робочий   |
| День захисника Вітчизни                                                                      | 23 лютого           | робочий   |
| Міжнародний день жінок                                                                       | 8 березня           | неробочий |
| Свято материнства і краси                                                                    | 7 квітня            | неробочий |
| День пам'яті жертв Геноциду                                                                  | 24 квітня           | неробочий |
| Міжнародний день солідарності трудящих                                                       | 1 травня            | неробочий |
| Свято Перемоги, День Армії Оборони Нагірно-Карабаської Республіки і звільнення Шуші          | 9 травня            | неробочий |
| День Першої Вірменської Республіки                                                           | 28 травня           | неробочий |
| Міжнародний день захисту дітей                                                               | 1 червня            | робочий   |
| День пам'яті полеглих за Батьківщину і безвісти зниклих                                      | 29 червня           | робочий   |
| День знань і освіти                                                                          | 1 вересня           | робочий   |
| День Нагірно-Карабаської Республіки (День незалежності)                                      | 2 вересня           | неробочий |
| Свято перекладача                                                                            | Друга субота жовтня | робочий   |
| День пам'яті жертв землетрусу                                                                | 7 грудня            | робочий   |
| День референдуму про державну незалежність і День Конституції Нагірно-Карабаської Республіки | 10 грудня           | неробочий |

## Туризм
НКР має безліч туристичних об'єктів. Через невизнання території і військові конфлікти ними зазвичай користуються три групи туристів: вірмени, росіяни і місцеві жителі. Туристична галузь Вірменії та НКР є дуже взаємопов'язаними.

### Релігійні пам'ятки
На території Нагірного Карабаху зберегися древні вірменські церкви та монастирі, серед яких Дадіванк, Гандзасар, Канач Жам, Собор Сурб Аменапркіч Казанчецоц та інші. Також збереглися, але не функціонують, окремі мечеті, зокрема мечеть у місті Шуші.

### Археологічні пам'ятки

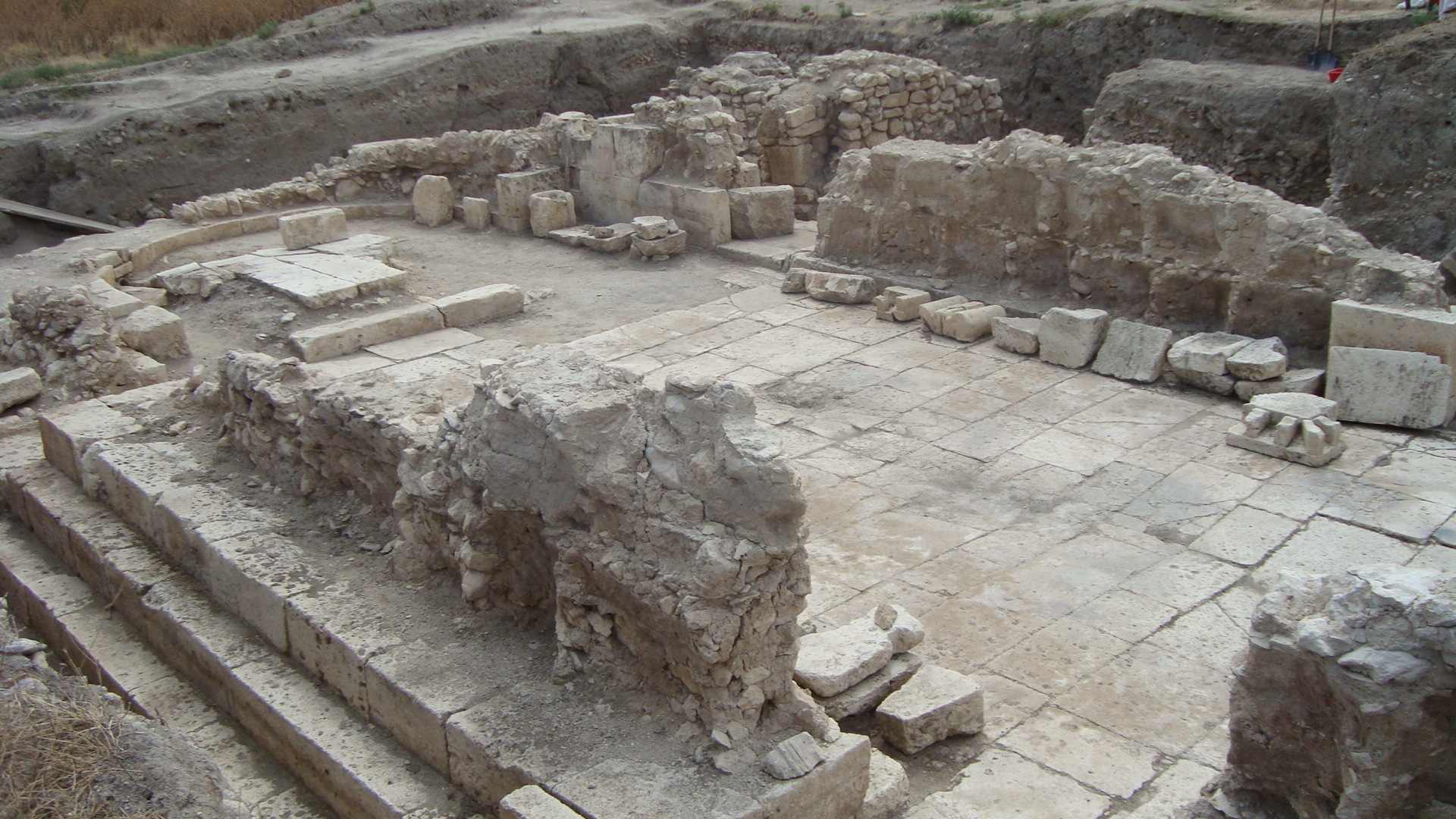
Розкопки нижньої частини Тігранакерту

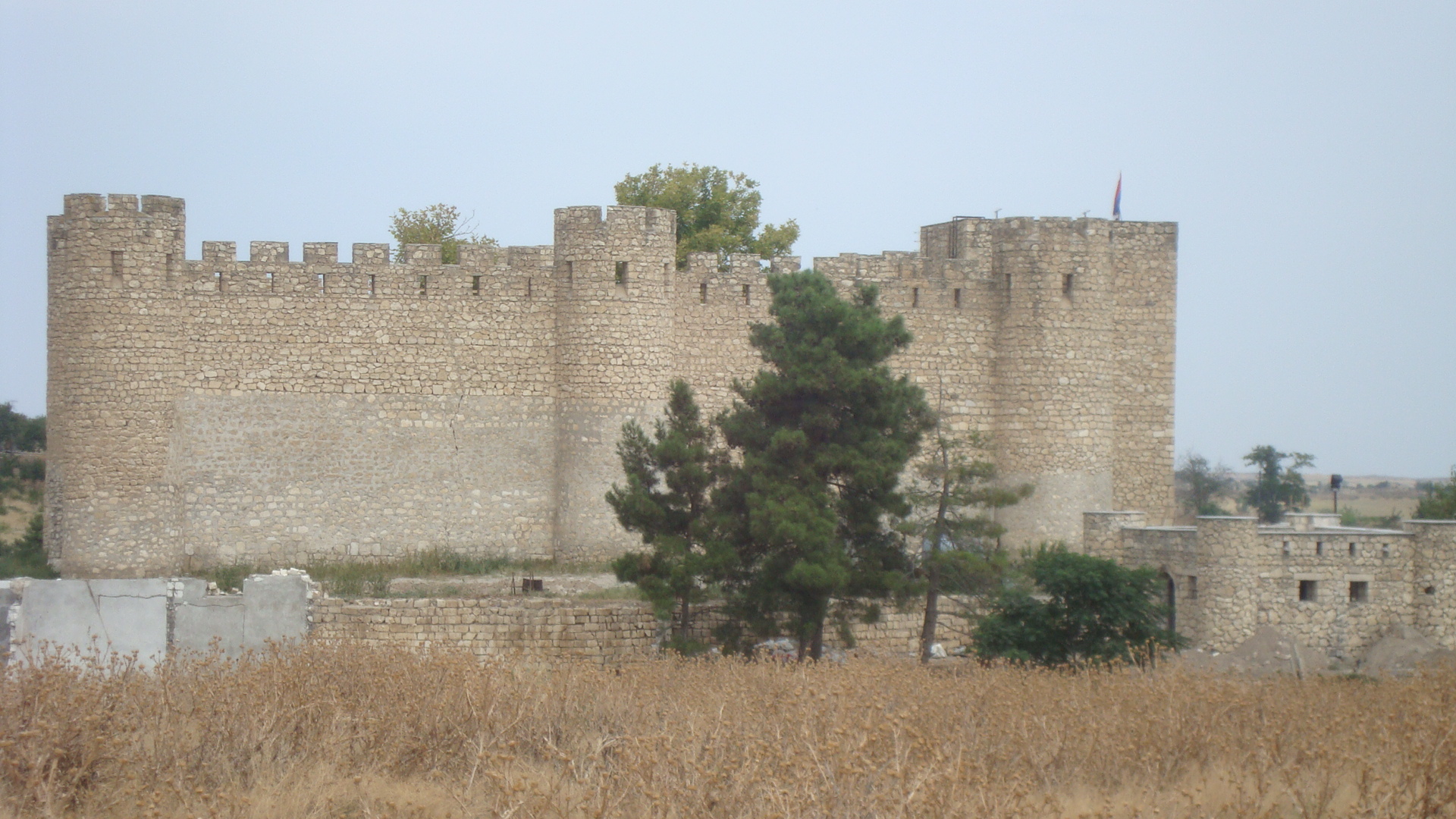
Фортеця XVIII століття, що розташована поруч з стародавнім містом Тігранакерт, в якому зараз розташований музей

Стародавнє місто Тігранакерт, засноване в Арцасі вірменським царем Тіграном II Великим (95-55 рр. до н. е.), єдине з поселень, що носило його ім'я, місцезнаходження якого достовірно встановлено. Починаючи з 2005 р., тут проводяться дослідження Арцаською археологічною експедицією Інституту археології та етнографії НАН Республіки Вірменія. Керівником експедиційних робіт є завідувач кафедри культурології, доктор історичних наук Гамлет Петросян. В результаті розкопок знайдені: частина фортечної стіни цитаделі міста, внутрискальний фундамент огорожі Зміцненного кварталу, несуща стіна однієї з терас того ж кварталу, частина базиліки Центрального кварталу. Розвідувальні розкопки проведені також на деяких ділянках Зміцненного та Центрального кварталів, в ранньохристиянському некрополі.
Досліджені також культово-печерний комплекс, що розташований в околицях міста, внутрискальний канал, що проходить у його підніжжя, ранньосередньовічна фортеця, розташована на лівому березі річки Хаченагет. Розкопки свідчать, що Тігранакерт був багатоквартальним обширним білим містом, збудованим цільним плануванням, канонами та майстерністю елліністичного будівельного мистецтва. 30 травня 2010 р. у відреставрованій будівлі фортеці 18 ст. був відкритий музей, в якому зберігаються знайдені експонати. Музей оснащений сучасним усаткуванням і з часу свого відкриття став дуже популярним серед туристів.

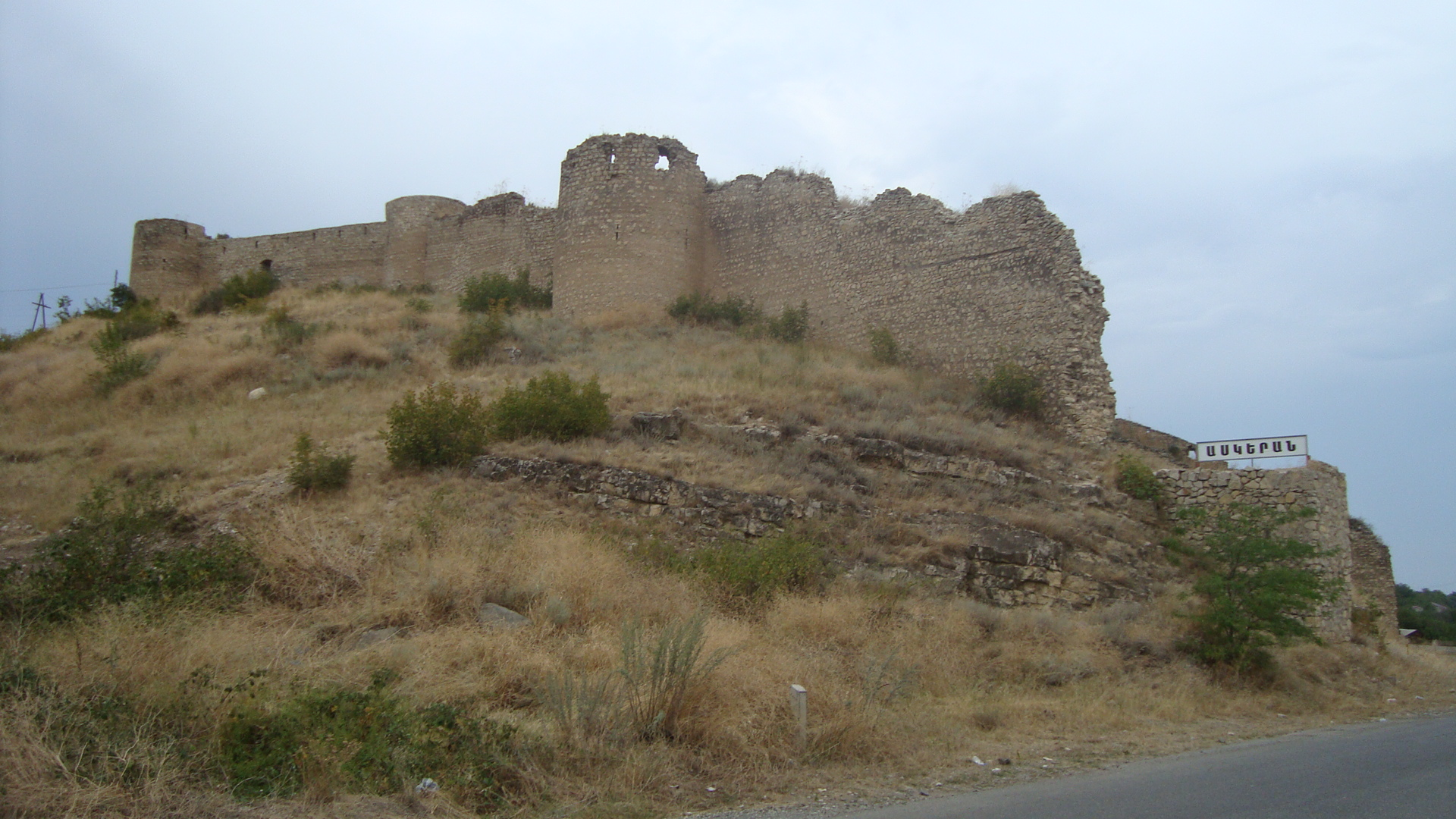
Аскеранська фортеця

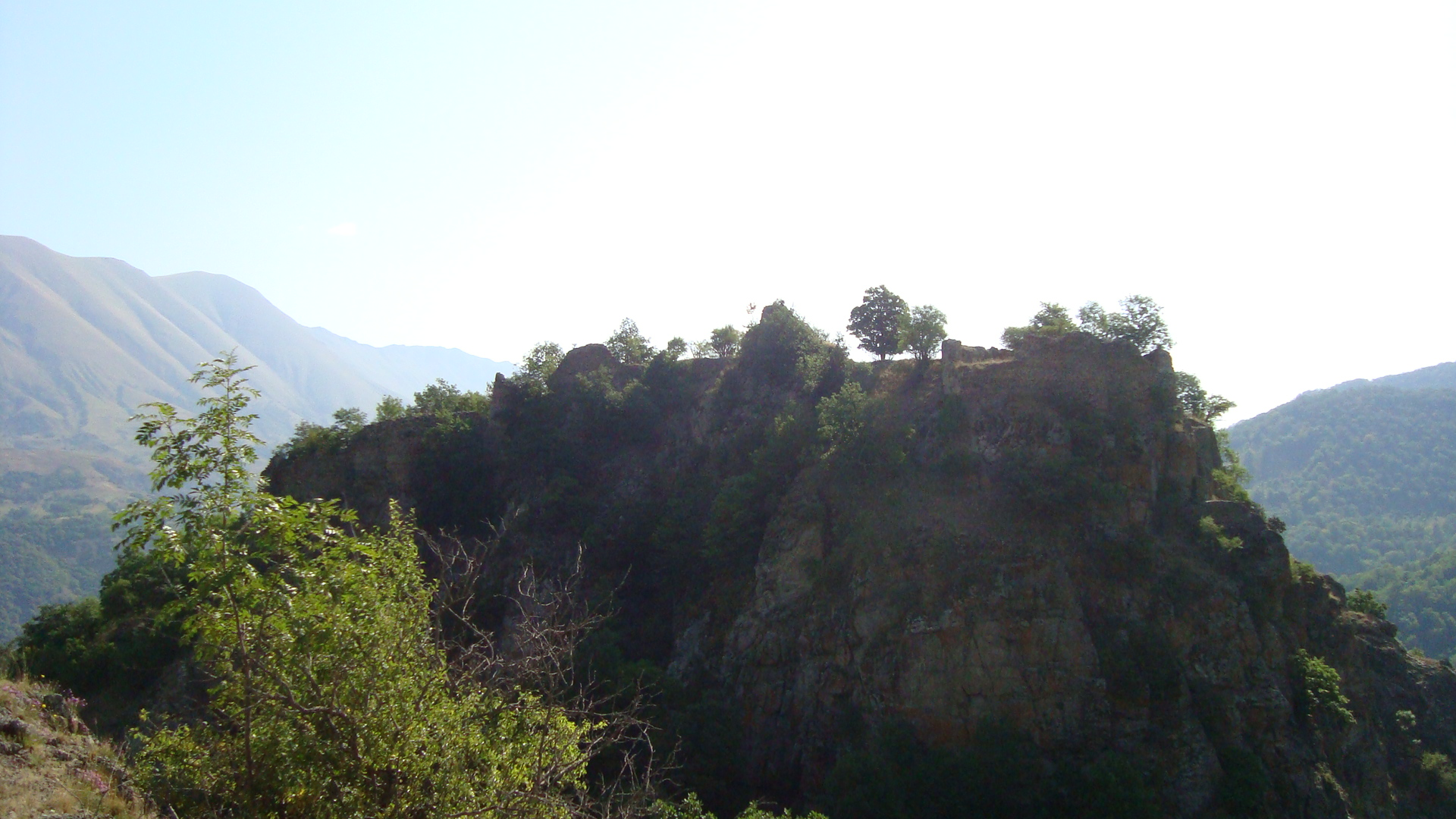
Фортеця Андаберд

У Нагірному Карабасі збереглося дуже багато фортець. Найпривабливішими для туристів є Шушинська, Аскеранська фортеці через їх зручне розташування в містах. З відкриттям музею стала дуже популярною фортеця Тігранакерт, яка розташована біля розкопок однойменного стародавнього міста. Неподалік від Азоської печери, в сусідньому селі Тог Гадрутського району проводяться розкопки Княжого палацу мелікства Дізаку. Палац належить династії Єганів, які і наразі зараз проживають в ньому.
Не менш популярними є також Андаберд та Качакахаберд. Ще треба відзначити славнозвісну Ґюлістанську фортецю, в якій було підписано мирну угоду між Російською імперією та Персією, яка розташована у Мравських горах, у хребта Аракелоц.

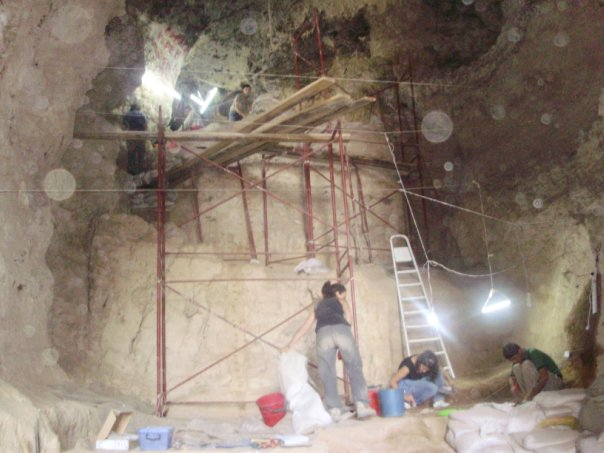
Азоська печера

Найвідомішою печерою в колишній Нагірно-Карабаській Республіці є Азоська печера, що розташована у Гадрутському районі. Археологічні розкопки в печері проводить спільна делегація, що складається з представників НКР, Республіки Вірменія, Ірландії, Іспанії та Великої Британії. Відомо про 25 карстових печер та 4 печери вулканічного та іншого походження.

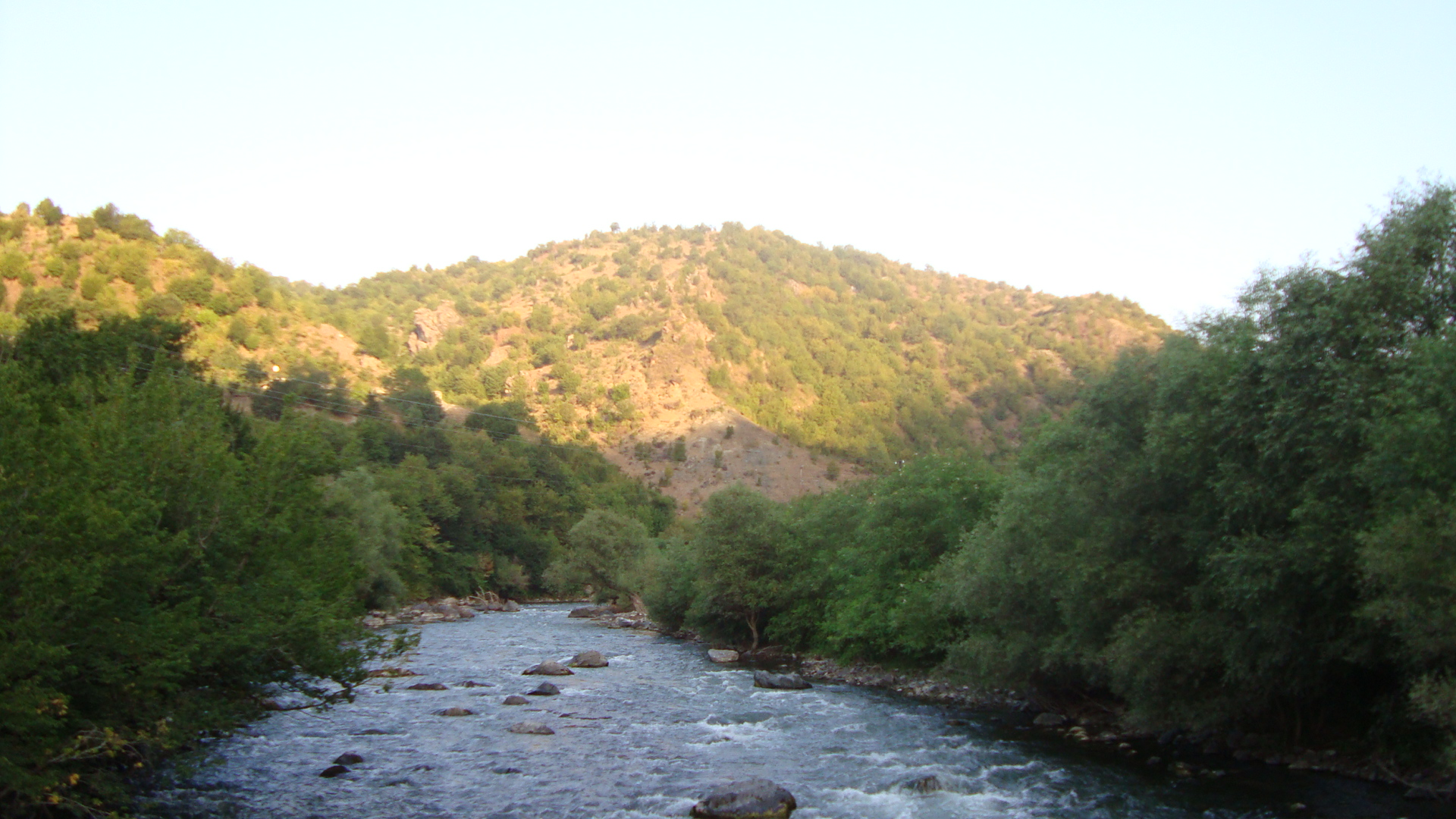
Найбільша річка НКР, Трту

У республіці зберіглося дуже багато старих кам'яних мостів як на основних річках, таких як Каркар та Трту, так і над невеликими річками. Мости були збудовані кілька століть тому і багато з них залишилися і сьогодні в задовільному стані, не зважаючи на війни та конфлікти. Але найвідомішими мостами є Худаферинські, які збудовані над найбільшою річкої країни, над прикордонною з Іраном річкою Аракс. Мости збудовані арабами для швидкого транспортування армії через річку на північ. Оскільки Худаферинські мости розташовані на прикордонній річці, доступ до прикордонної зони є обмеженим, але не забороненим для туристів. Питання відвідання Худаферинських мостів необхідно попередньо узгоджувати перед відвіданням.

### Природні пам'ятки
Найпопулярніші та найвідоміші термальні джерела НКР розташовані у Карвачарському районі, а саме Зуар, Такджур та Джермаджур. Воклюзні джерела Шах ахбюр та Аналі ахбюр розташовані у Аскеранському та Шушинському районах відповідно. Кярізи зустрічаються в Аскеранському, Гадрутському та Мартунинському районах.
Наймальовничішими водоспадами Арцаху є Пулур цов, Патаринський, Хравандський, Саргсашенський, Хаченський, Шршан, Очанцький, Кирмикер, Таський та Левський.
Найстарішим в НКР деревом, яке добре збереглося є 2000-літній платан, що розташований у селі Схторашен Мартунинського району. Інші старі платани розташовані в Гадруті, Банадзорі, Гергері, Фізулі, Казанчі та Каварті. Кам'яні дерева розташовані у Даграві, Красні, Мартакерті та Хнапаті. На території НКР є дві культові рощі: Кармір єхці (карагачівська) у Гадрутському районі та Оратаг у Мартакертському районі.

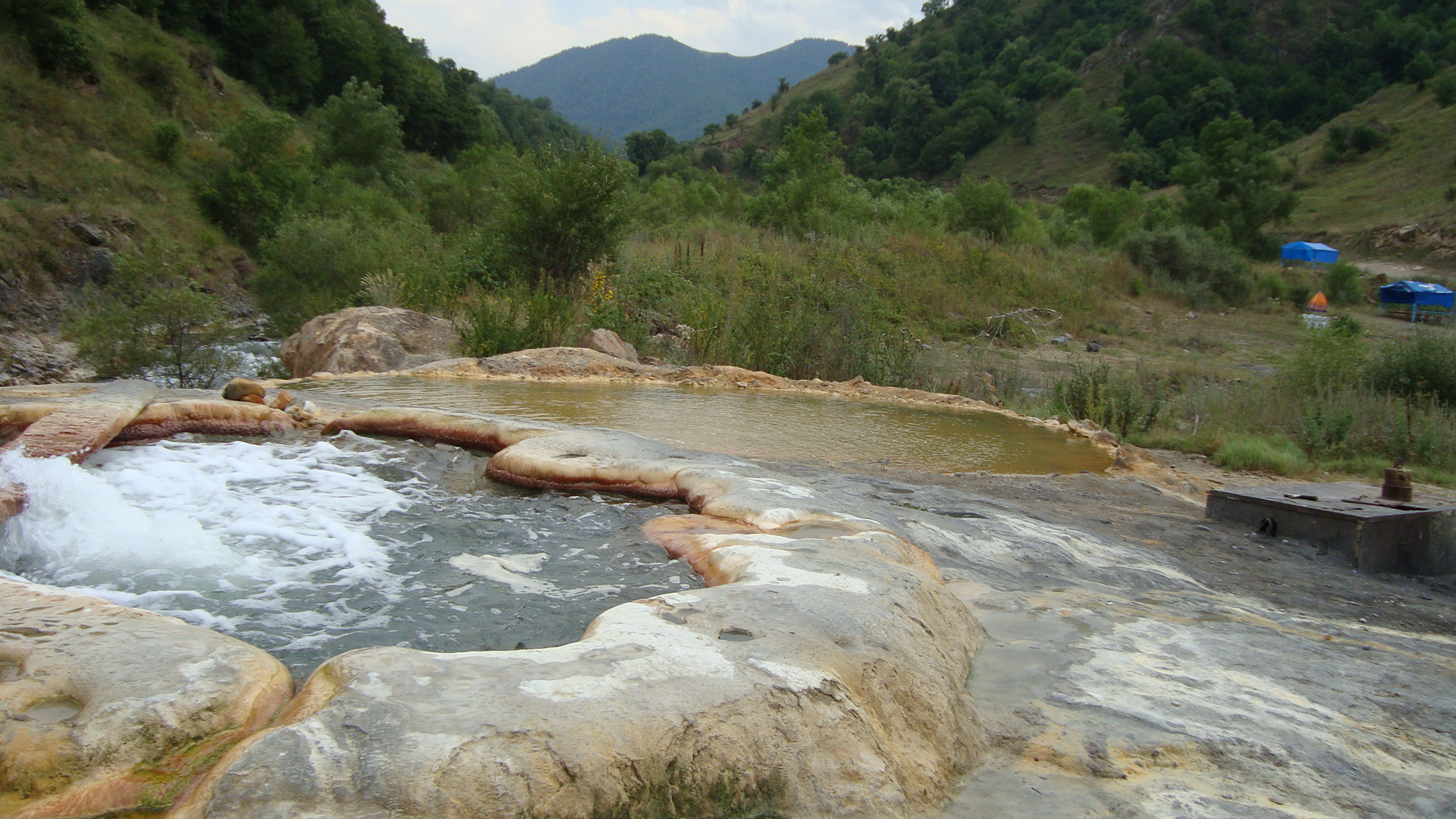
Термальне джерело з гарячими мінеральними водами в селі Зуар
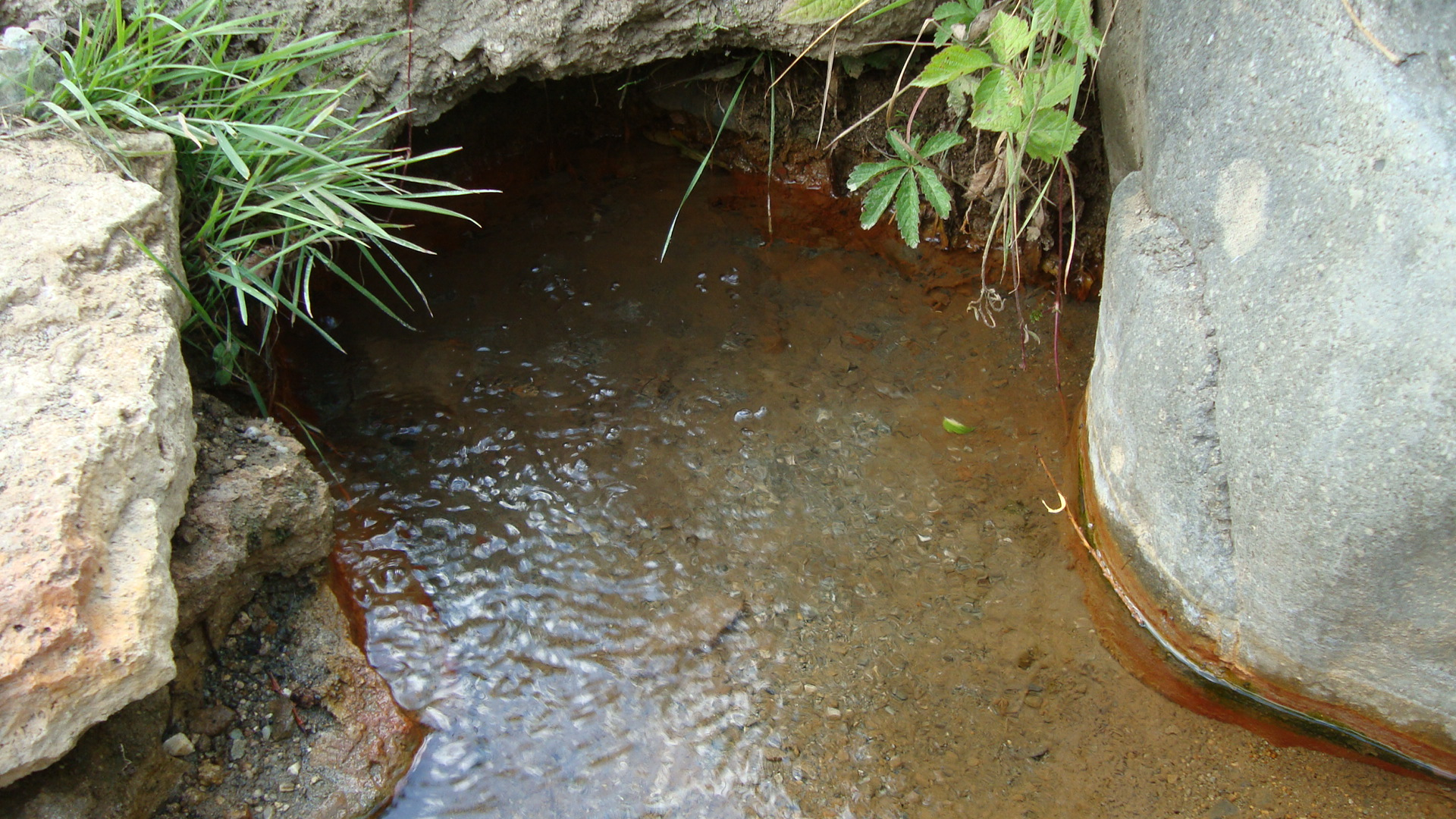
Джерело поруч з Зуаром, з якого б'є холодна газована мінеральна вода
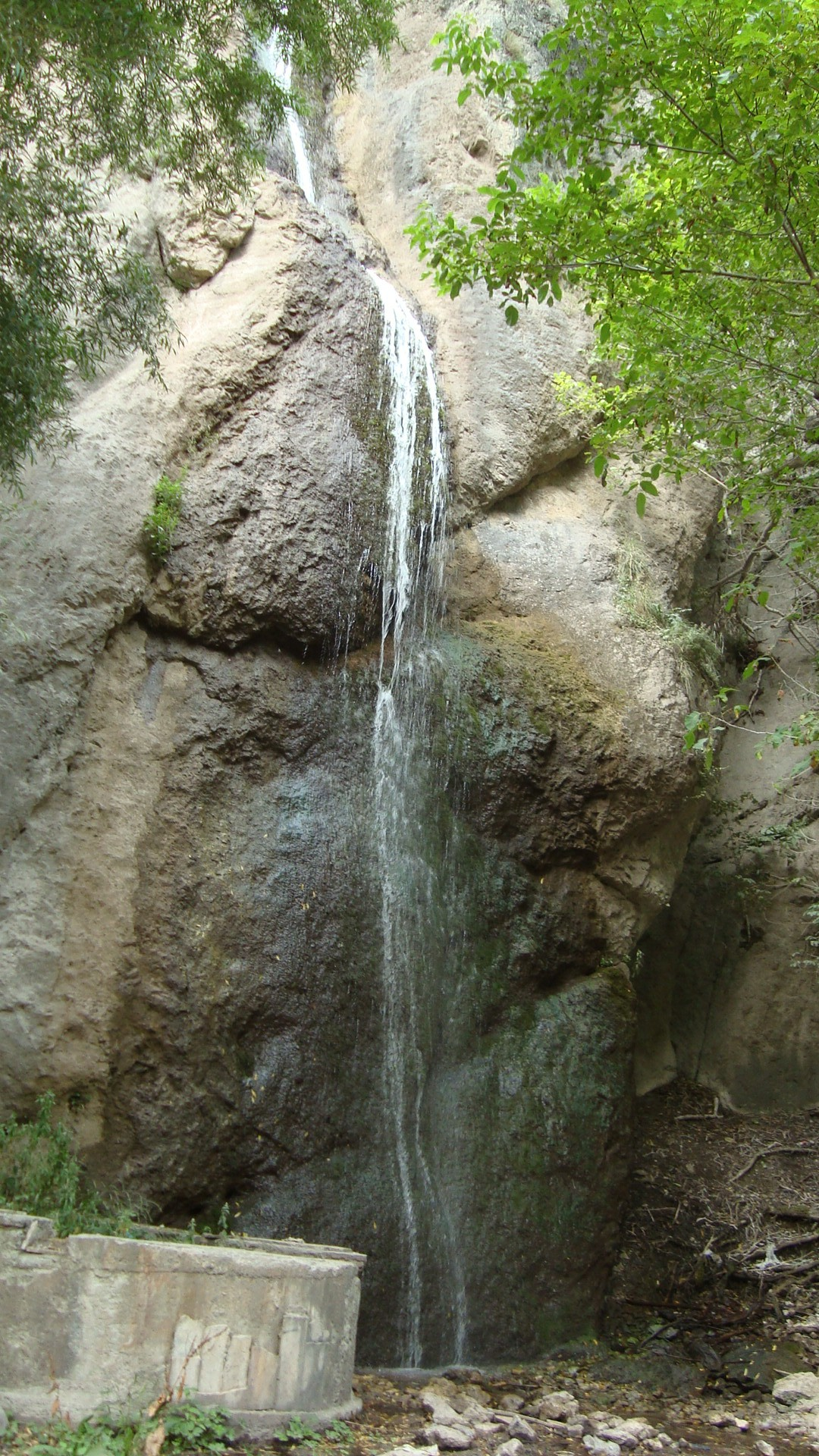
Водоспад неподалік від села Дадіванк
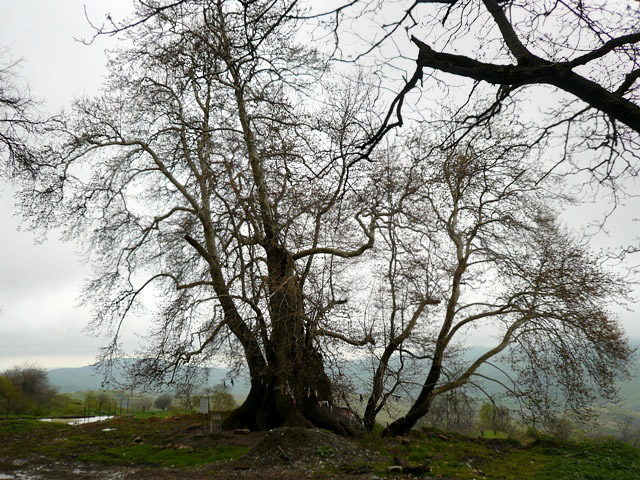
Двохтисячолітній платан в селі Схторашен
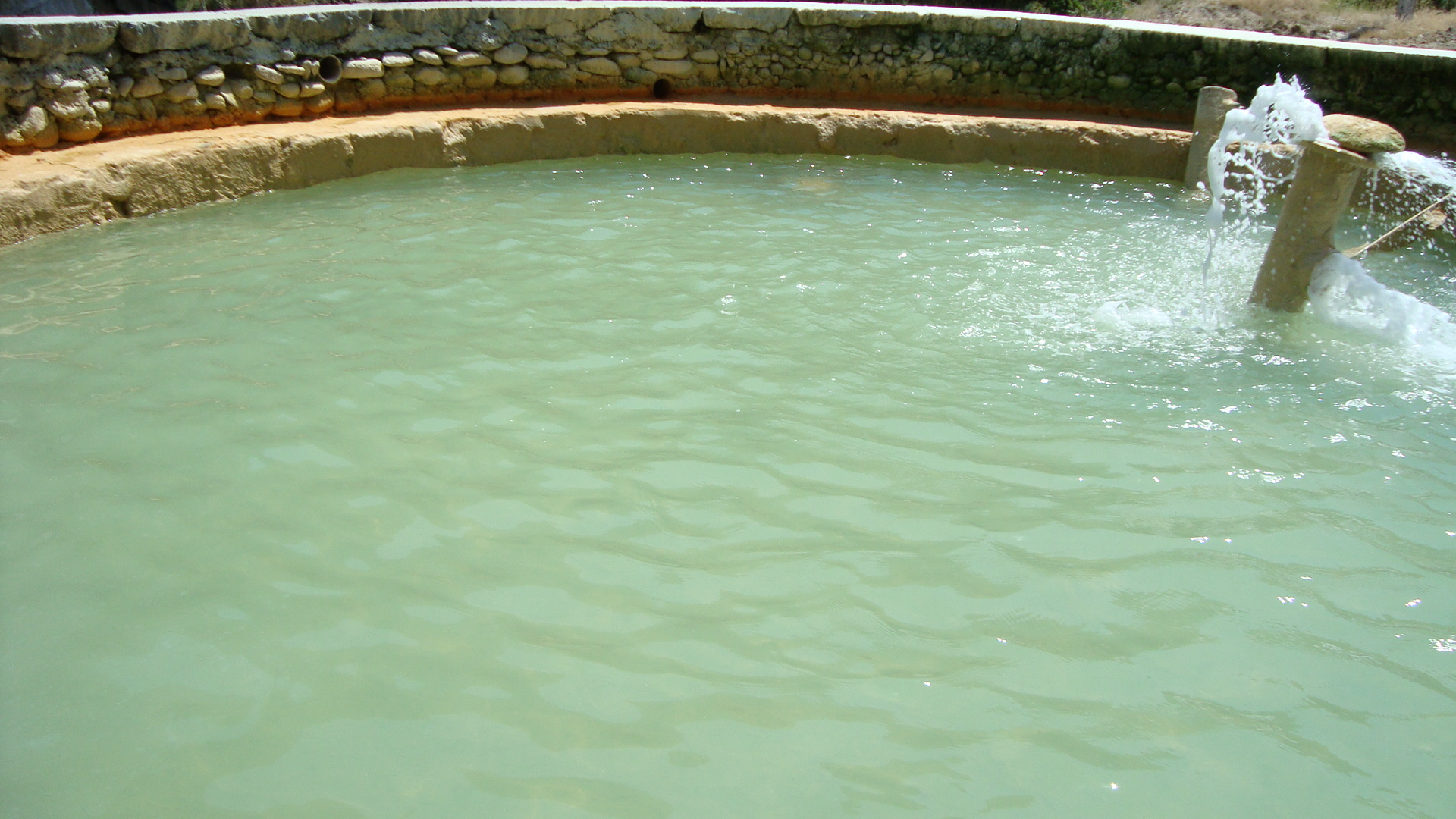
Такджур (дослівно з вірм. — «гаряча вода») - термальне джерело між Карвачаром та Царом

## Економіка
У 2005 році заявлений ВВП досяг $ 114 мільйонів, що вдвічі більше, ніж у 2001 році, деклароване економічне зростання 2005 року становило 14 % (за поточними цінами).
Згідно з офіційними оцінками статистичної служби НКР, ВВП у поточних (ринкових) цінах збільшився на 116 % у період між 2001 і 2007 роках. Індекс споживчих цін зріс лише на 34 % за цей період, що означає реальне зростання близько 60 % ВВП протягом шести років 2001—2007 рр. У 2007 році на сільське господарство припадало 16 % ВВП, обробну промисловість 15 %, будівництво 9 %, а сектор послуг 57 %. Частка сільського господарства у ВВП знизилася з 33 % у 2002 році до 16 % в 2007 році, а частка обробної промисловості та послуг, відповідно збільшалася. Дані, заявлені службою, є сумнівними через фактичну відсутність зовнішньої торгівлі (окрім Вірменії і РФ).
Більшість інвестицій йшли в телекомунікації, видобуток золота, полірування алмазів, ювелірні вироби і сільське господарство. У СРСР Нагірний Карабах був найбільшим виробником винограду на душу населення.
Нагірний Карабах був відомий своєю горілкою з шовковиці (вірменською «тути оґі»). На додачу, широко споживався як самогон, комерційно вироблявся та експортувався під торговою маркою «Арцах» торговою компанією Арцах-Алко коньячним заводом у Аскеранському районі.

### Сільське господарство

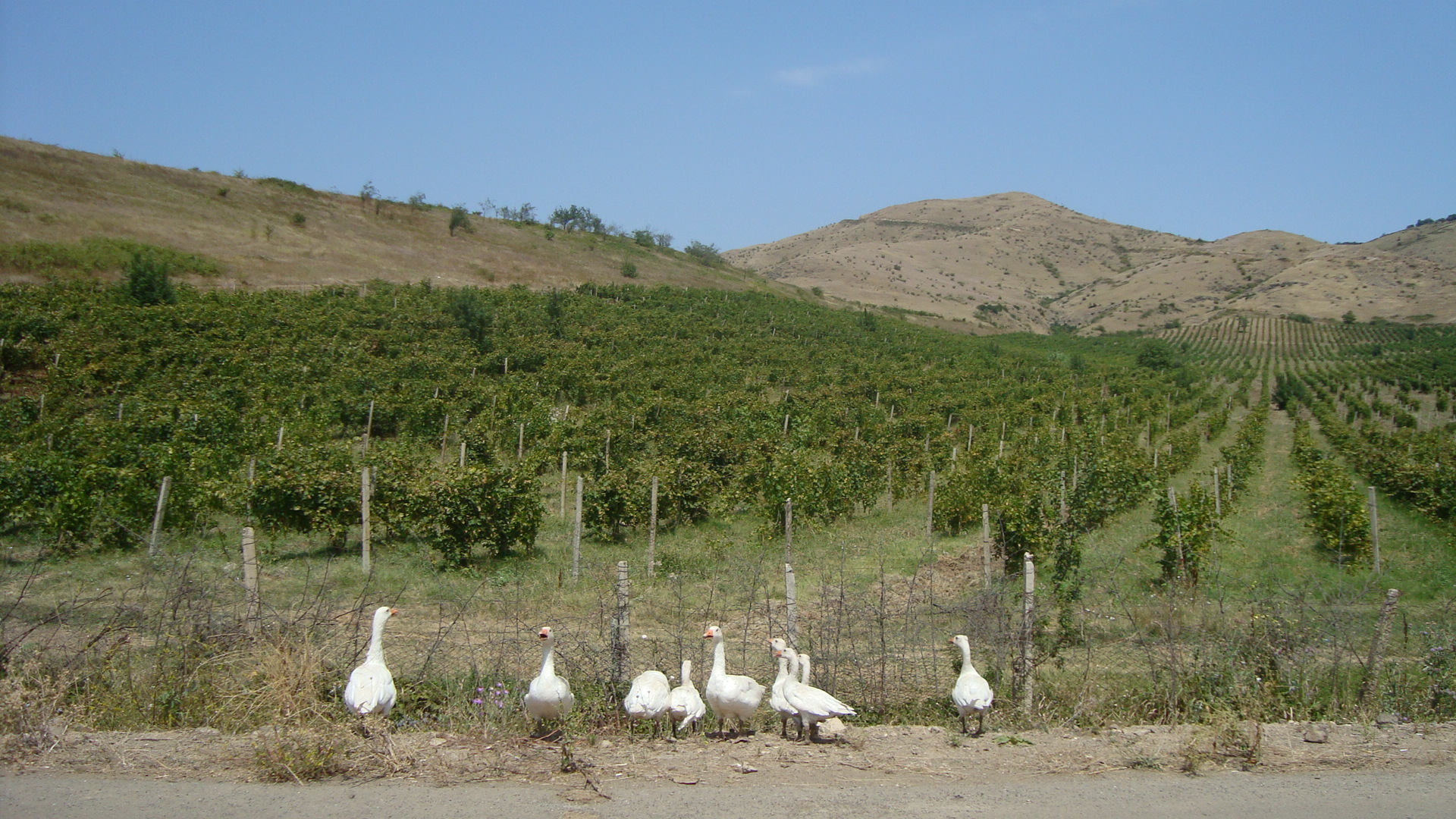
Плантації у Мартунинському районі

Основними галузями сільського господарства були зерноводство, виноградарство, плодівництво, овочівництво, картоплярство і тваринництво. Мартунинський район був лідером з виробництва зерна, овочів, фруктів, винограду та шовковиці. Кашатазький район був лідером з виробництва картоплі та баштанних.
Валовий обсяг сільськогосподарської продукції в Нагірно-Карабаській Республіці у 2010 році у фактичних цінах склав 32 млрд. 1 млн. драмів (близько $ 88 млн), зменшившись порівняно з минулим роком в порівнянних цінах на 11,3 %, що головним чином пов'язане з падінням валового виробництва продукції рослинництва на 19,7 %. Разом з тим на 3,7 % збільшилися обсяги валового виробництва продукції тваринництва.
У 2010 році посів сільгоспкультур зроблений на 51,3 тис. га, в тому числі зернових (включаючи кукурудзу) і злаково-бобових культур — на 48,9 тис. га, картоплі — 965,6 га, овочів — 907,3 га, баштанних — 207 га, кормових — 179,9 га, технічних — 109 га. У порівнянні з попереднім роком площі посівів зменшилися на 6 538,7 га. Площі посівів зернових культур склали 75,2 %. У 2010 році вироблено 59,1 тис. тонн зернових (включаючи кукурудзу) і злаково-бобових культур, 8,1 тис. тонн картоплі, 6,8 тис. тонн овочів, 3,5 тис. тонн баштанних культур, 7,3 тис. тонн винограду. У порівнянні з 2009 роком виробництво м'яса зменшилося на 0,6 %, виробництво молока збільшилося на 2,9 %, а виробництво яєць та вовни — відповідно на 16,2 % і 13 %.
Станом на 2007 рік, посівні площі становили 50,5 тис. га, а поголів'я худоби нараховувало 101,8 тис. голів.
| Регіон               | Відсоток посівних площ республіки | Відсоток поголів'я худоби республіки |
| -------------------- | --------------------------------- | ------------------------------------ |
| Аскеранський район   | 26,1 %                            | 17,8 %                               |
| Гадрутський район    | 14,1 %                            | 9,9 %                                |
| Кашатазький район    | 12,5 %                            | 18,7 %                               |
| Мартакертський район | 14,1 %                            | 21,7 %                               |
| Мартунинський район  | 30,8 %                            | 18,6 %                               |
| Шаумянівський район  | 0,4 %                             | 8,0 %                                |
| Шушинський район     | 1,8 %                             | 1,9 %                                |
| Степанакерт          | 0,2 %                             | 3,4 %                                |

### Промисловість

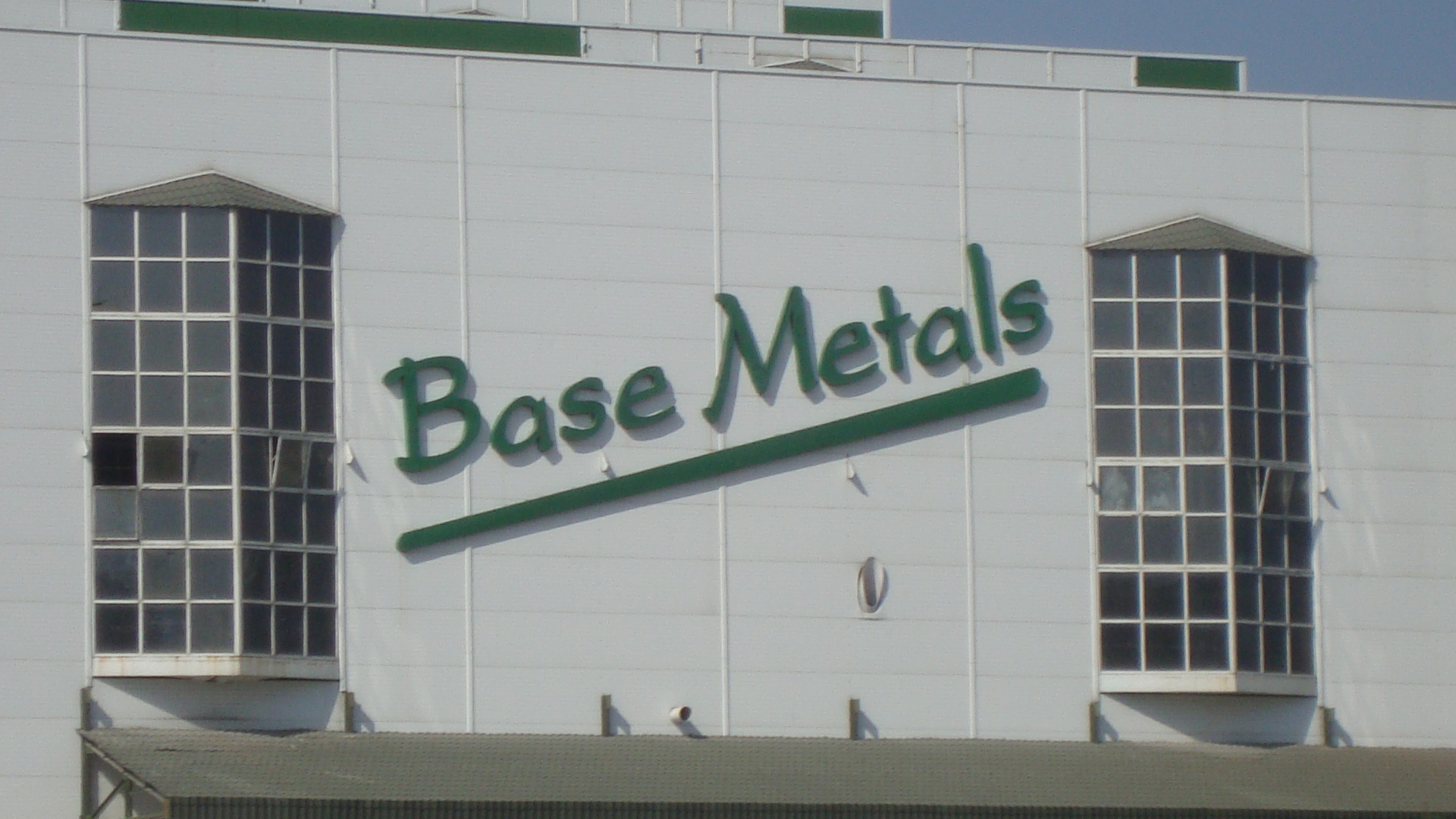
Вивіска на найбільшому промисловому підприємстві у республіці. Село Дрмбон, Мартакертський район.

До галузевої структури промисловості входили легка, харчова, машинобудівна, металообробна, виробництво будівельних матеріалів, деревообробна, видобуток та збагачення поліметалічних руд та різноробне виробництво. З хімічної сировини видобувались вапняк, травертин та сірчаний колчедан.
У 2007 р. було вироблено:
- 90,4 кВт/год електроенергії (у 2006 р. — 69,1);
- меблів на 335 885,0 тис. драм (у 2006 р. — 137 994,8);
- 63,45 т вапна (у 2006 р. — 43,75);
- 15 551 м² облицювальних плит (у 2006 р. — 15 551,59);
- 128,3 тис. пар взуття (у 2006 р. — 100,8);
- 310,1 м² килимів (дані за 2006 р.);
- 16,7 тис. декалітрів виноградного вина (у 2006 р. — 12,3);
- 86,1 тис. декалітрів горілки (у 2006 р. — 52,9);
- 0,89 тис. декалітрів коньяку (у 2006 р. — 0,85);
- 532,2 т м'яса (у 2006 р. — 592,3);
- 1 777,2 т молочних продуктів (у 2006 р. — 2 143,1);
- 45,8 км ізольованих проводів (у 2006 р. — 32,5);
- 21 666,0 м² паркету (у 2006 р. — 12 089,0);
- 326 966 сухих тон руди (у 2006 р. — 289 312);
- 2 622 м³ пиломатеріалів (у 2006 р. — 2 927);
- 7 727,2 т хлібу та хлібобулочних виробів (у 2006 р. — 5 699,9).

У промисловості працюють 5 095 осіб, з них 2 610 у обробній промисловості, 1 482 у сфері виробництва електроенергії, розподілу газу та води та 1 003 у гірничорудній промисловості. У структурі промислової продукції обробна промисловість займає 46,2 %, виробництво електроенергії, розподіл газу та води — 34,9 % та гірничорудна промисловість — 18,9 %.
У структурі обробної промисловості за видами продукції наступний розподіл:
- харчові продукти, включаючі напої — 55,9 %;
- шкіра, шкіряні вироби та взуття — 10,1 %;
- меблі та інші види продукції — 9,5 %;
- обробка деревини, вироби з дерева — 7,1 %;
- медичне устаткування, вимірювальні та оптичні пристрої,
- годинники — 5,0 %;
- машини та устаткування (у тому числі електротехнічне) — 2,7 %,
- видавництво та поліграфія — 2,0 %;
- резинова та пластмасова продукція — 0,5 %;
- устаткування для радіо, телебачення та зв'язку — 0,4 %;
- інші види продукції — 6,8 %.

Недержавний сектор становить 80,2 % промисловості.
| Регіон               | % промислової продукції |
| -------------------- | ----------------------- |
| Аскеранський район   | 4,8 %                   |
| Гадрутський район    | 0,6 %                   |
| Кашатазький район    | 0,3 %                   |
| Мартакертський район | 46,7 %                  |
| Мартунинський район  | 7,0 %                   |
| Шушинський район     | 0,3 %                   |
| Степанакерт          | 40,3 %                  |

### Транспорт та зв'язок

#### Авіасполучення
Єдиним аеропортом на території НКР був Степанакертський аеропорт, що розташований у с. Ходжали за 10 км на північний схід від Степанакерту в Аскеранському районі. Раніше посадку тут могли виконувати лише малогабаритні літаки. Після реконструкції, аеропорт офіційно зданий в експлуатацію 1 жовтня 2012 року. Аеропорт збільшив свою пропускну спроможність та міг приймати широкофюзеляжні літаки, проте за час існування республіки пасажирських перевезень не здійснювалось. У розкладі столичного аеропорту були лиш нерегулярні рейси вертольотів в Єреван, доступні лише іноземним туристам і відрядженим з миротворчих організацій. Також аеропорт є місцем базування Військово-повітряних сил Армії НКР.

#### Залізниця
З початком Карабаського конфлікту залізничне сполучення було припинене. Залізнична система складалась з двох нефункціонуючих ділянок:
- Степанакерт — Аскеран — Євлах
- Мегрі — Міджнаван — Горадіз, з розгалуженням Міджнаван — Ковсакан — Капан

У 2009 р. прийнято рішення про будівництво залізниці, що буде пов'язувати Степанакерт з залізницею Вірменія — Іран, яка так і не була завершена.
За іншими даними (зокрема офіційний атлас НКР), нова залізниця мала проходити іншим шляхом — через Мартакертський та Шаумянівський район до існуючої вже ділянки у с. Сотк, що поблизу м. Варденіс у марзі Гегаркунік. Це пов'язано з тим, що на цій ділянці, у с. Дрмбон Мартакертського району був розташований найбільший у республіці промисловий об'єкт.

#### Автотранспорт

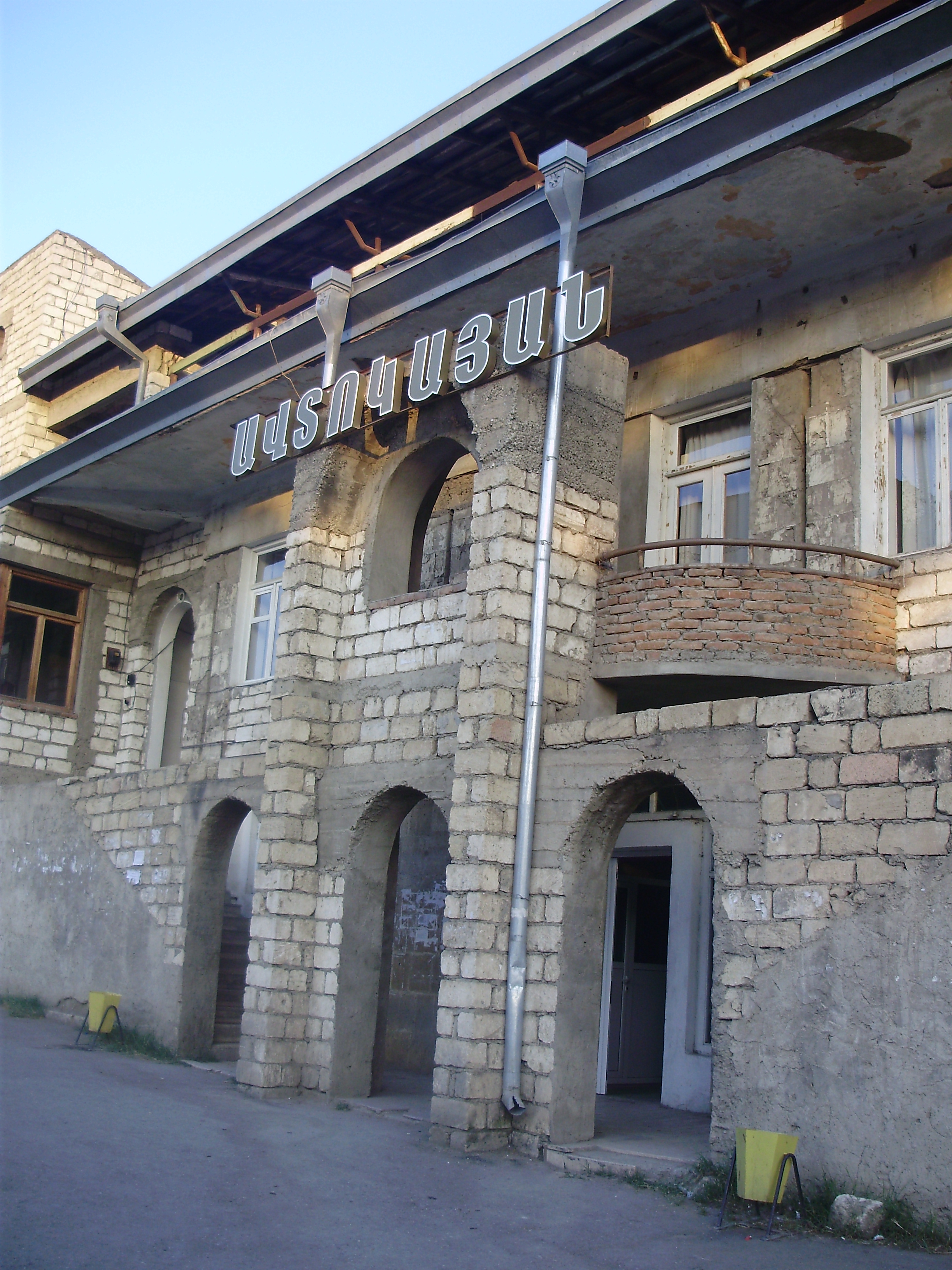
Будівля автовокзалу в Степанакерті.

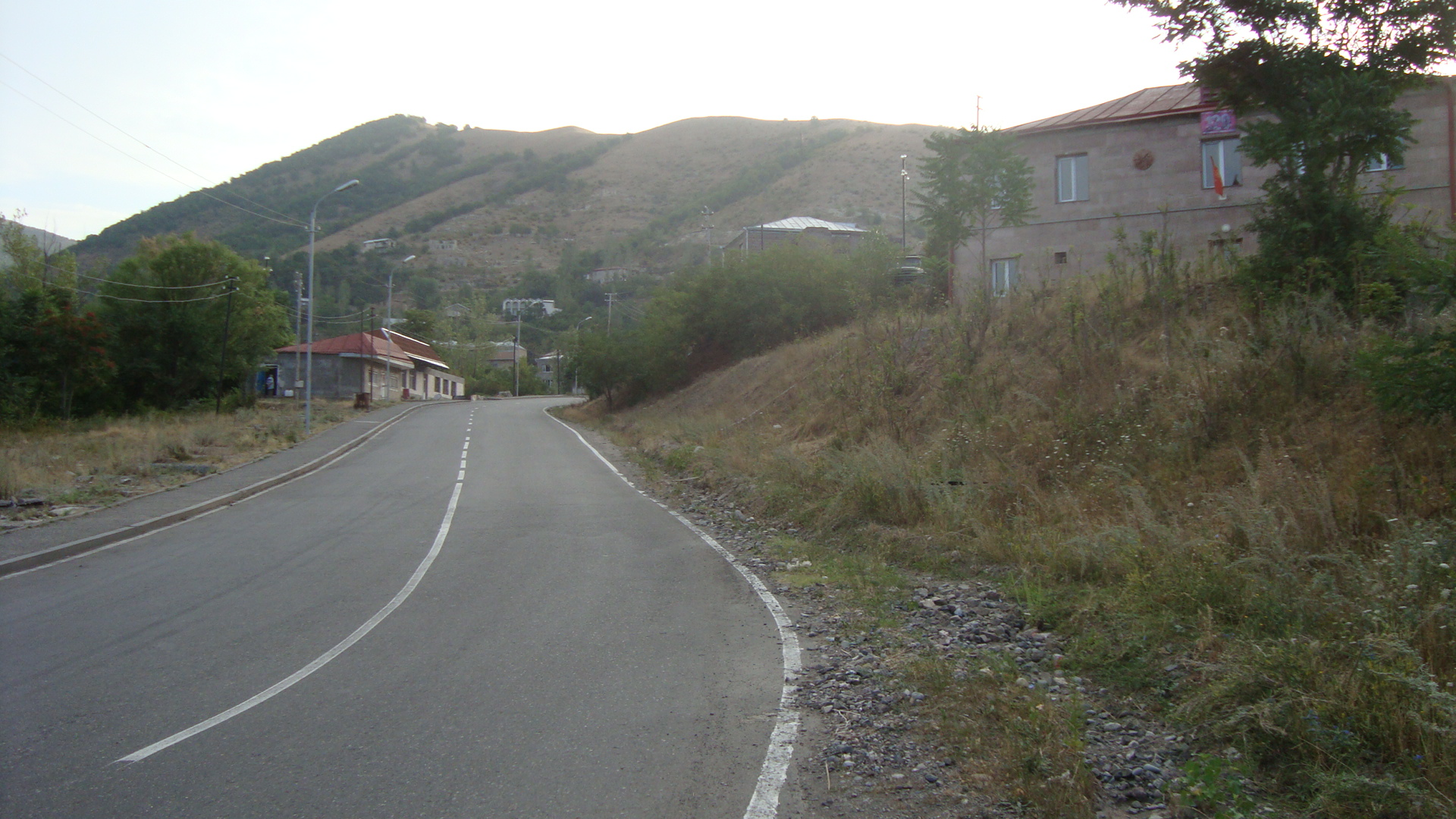
Траса Єреван — Горіс — Степанакерт у Бердзорі.

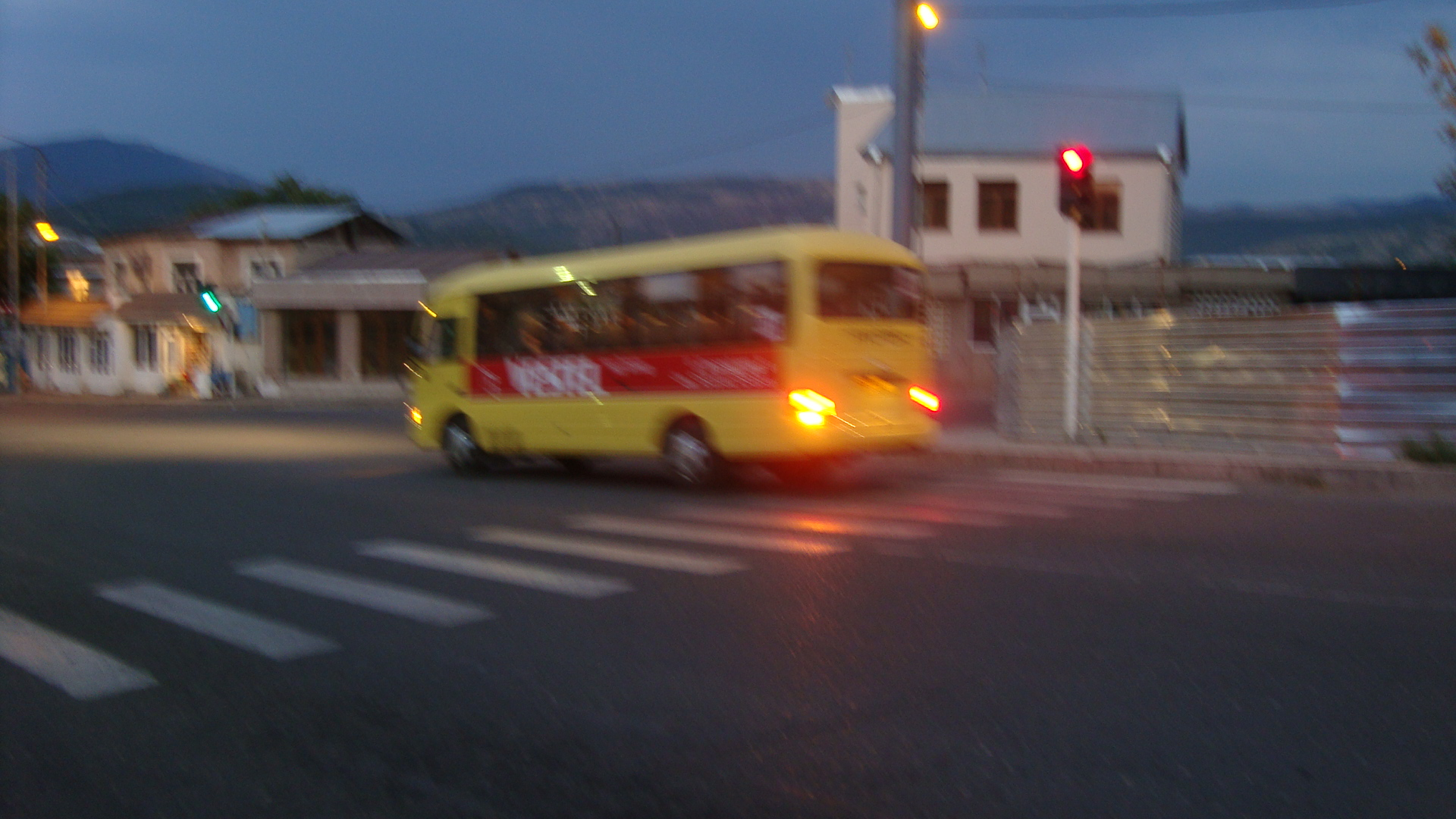
Маршрутне таксі в Степанакерті.

У НКР було кілька доріг високої якості, до яких примикають інші дороги. Перш за все це траса Єреван — Горіс — Степанакерт, що була однією з найкращих на усьому Кавказі. Це головна міжнародна артерія республіки. Друга за значенням, але не менш важлива траса — це внутрішньореспубліканська траса «Північ—Південь», що поєднувала північ та південь. Траса мала важливе стратегічне значення. Є також інші важливі місцеві траси.
По території республіки був налагоджений автобусний рух. За межі республіки ходили автобуси зі Степанакерту до Єревану, Ванадзору, Сісіану та Горісу, а також з Мартакерту, Ґетаван та Карвачару до Єревану. Згодом регулярне автобусне сполучення з'явилося і у важкодоступних населених пунктах. Зокрема, автобуси курсували за такими маршрутами:
- м. Степанакерт — м. Карвачар;
- м. Бердзор — с. Єзнаґомер;
- м. Бердзор — м. Ковсакан;
- м. Бердзор — с. Шалуа.

Відстань райцентрів до столиці автомобільними дорогами складає:
- Аскеран — 23 км;
- Бердзор — 58 км;
- Гадрут — 71 км;
- Карвачар — 120 км;
- Мартакерт — 69 км;
- Мартуні — 41 км;
- Шуші — 13 км;

Світлофори працювали у чотирьох найбільших містах республіки — Степанакерті, Мартуні, Мартакерті та Шуші.
В Степанакерті діяло до 10 маршрутів маршрутного таксі.
За офіційними даними, в НКР було зареєстровано близько 18 тис. автотранспортних засобів.

#### Зв'язок та інтернет

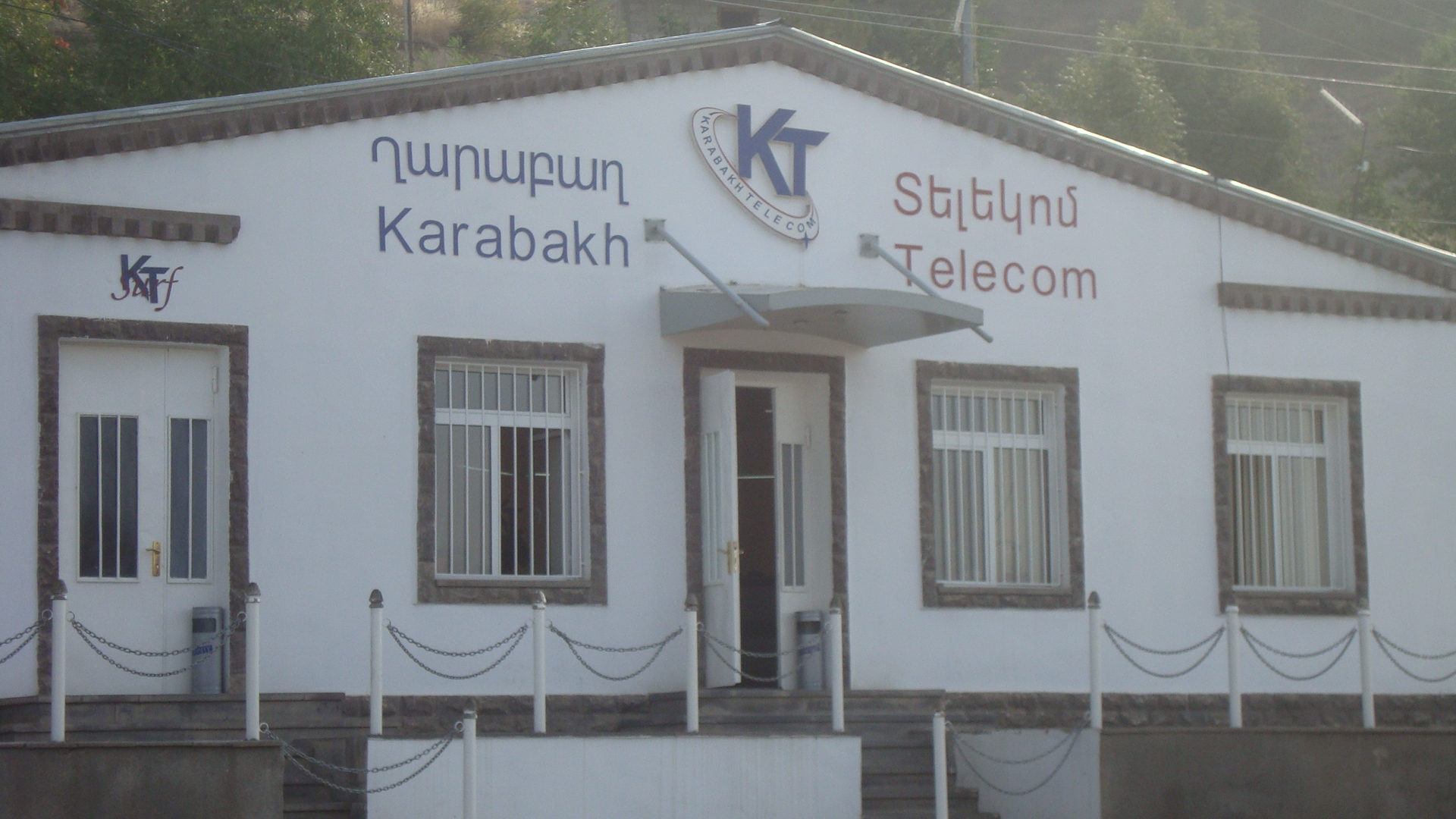
Відділення Карабахтелекому в Бердзорі

Монопольне становище на ринку зв'язку та частково інтернету мала компанія «Карабах-Телеком». Компанія надавала послуги зі стаціонарного та мобільного зв'язку, а також мала інтернет-клуби в усіх райцентрах республіки, окрім Карвачару. Отже, компанія була лідером у сфері зв'язку в НКР. Компанія надавала роумінг більше ніж 140 компаніям.
Загальний обсяг доходів у сфері послуг зв'язку в 2010 році у фактичних цінах склав 7,1 млрд. драмів (приблизно $ 19,4 млн), що в порівнянні з 2009 роком більше в порівнянних цінах на 12,3 %.
Республіканський поштовий центр був розташований у Степанакерті, а районні поштові центри — в усіх райцентрах, окрім Карвачару.
Супутникова станція та телевізійна студія були розташовані в столиці. Телевізійні станції також розташовані у Аскерані, Гадруті, Мартакерті, Мартуні та Шуші.
Інтернет доступний з 1994 р. У 2010 році в Нагірному Карабасі на 50 % збільшилася кількість користувачів інтернетом, досягши до кінця року 8 743 осіб.

#### Пошта

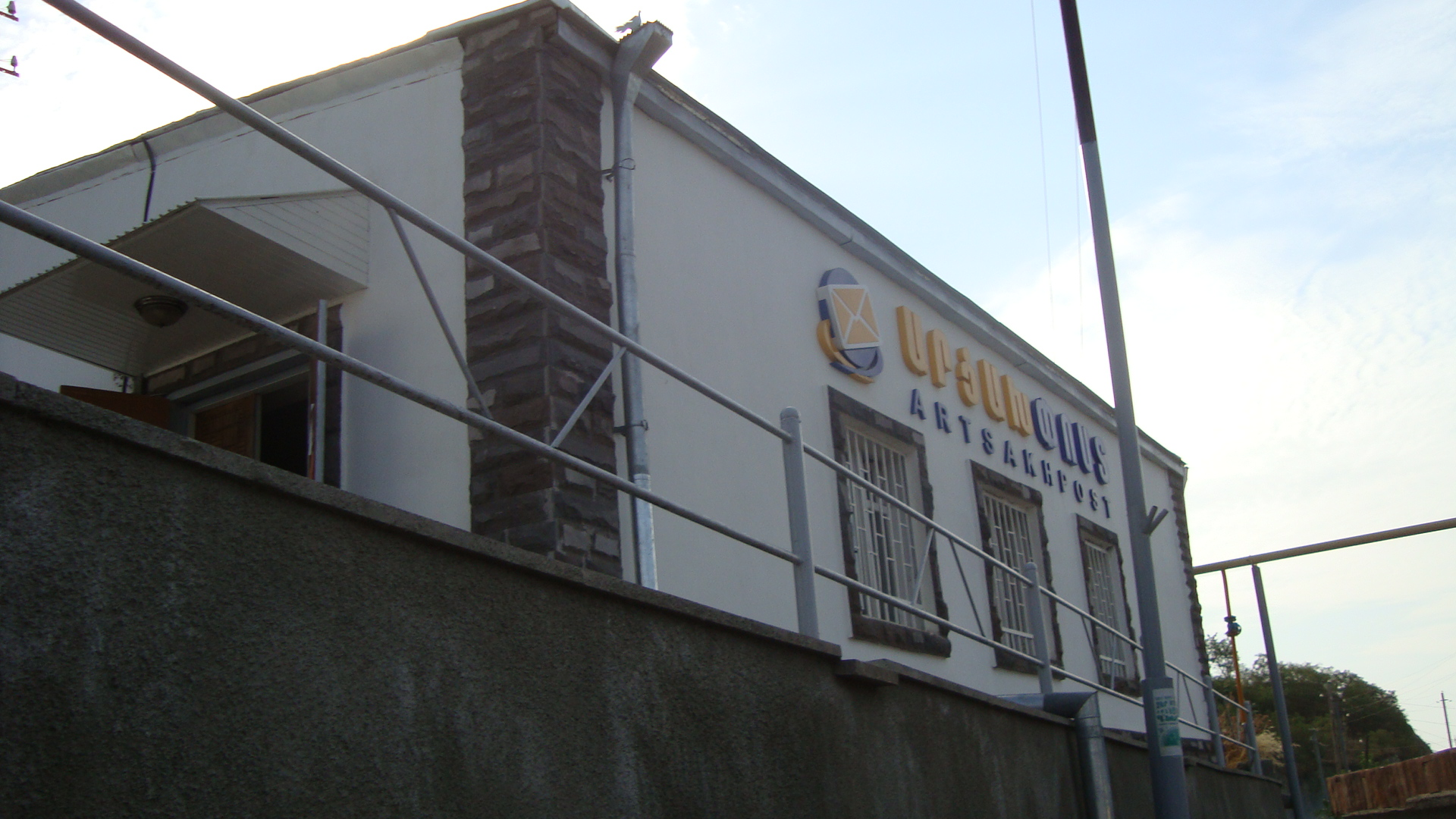
Відділення Арцахпошти в Бердзорі.

Послуги пошти у НКР надавало ЗАТ «Арцахпошта». Воно було національним оператором поштового зв'язку, 100 % пакету акцій якого належить державі. Загалом у республіці діяли приблизно 90 відділень пошти, а в компанії працює приблизно 250 співробітників.
Окрім надання послуг поштового зв'язку, у кожному відділені пошти можна було розрахуватися за комунальні послуги, сплатити державне мито та інші платежі.
Відповідно до угоди між «Арцахпоштою» та «Арменпоштою», покращена якість і оперативність поштових послуг. Якщо раніше «Арцахпошта» проводила обмін поштою раз на тиждень, то в 2010 вона стала це робити відбувається 5 разів на тиждень.

## Освіта

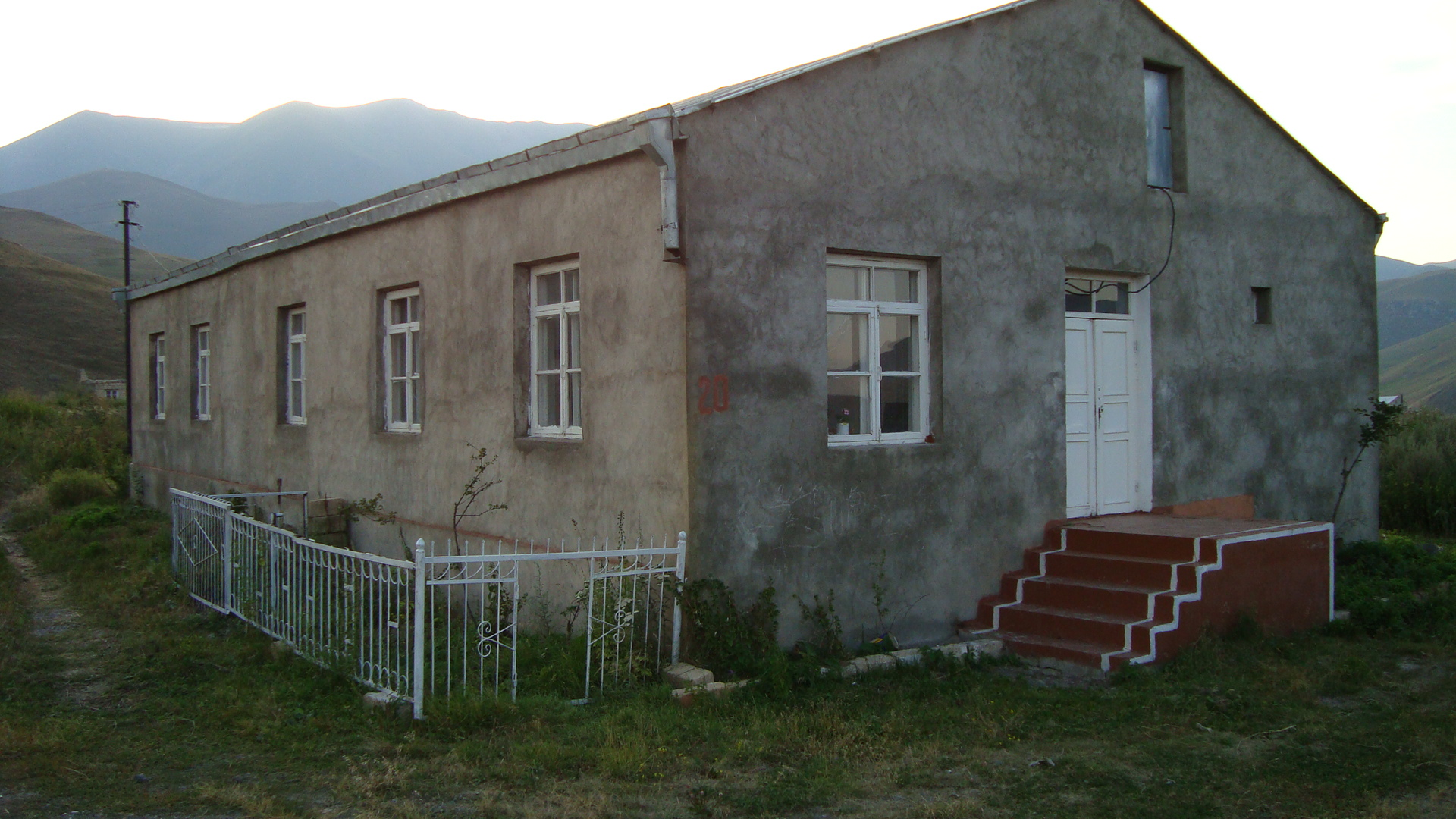
Середня школа села Цар, Шаумянівський район.

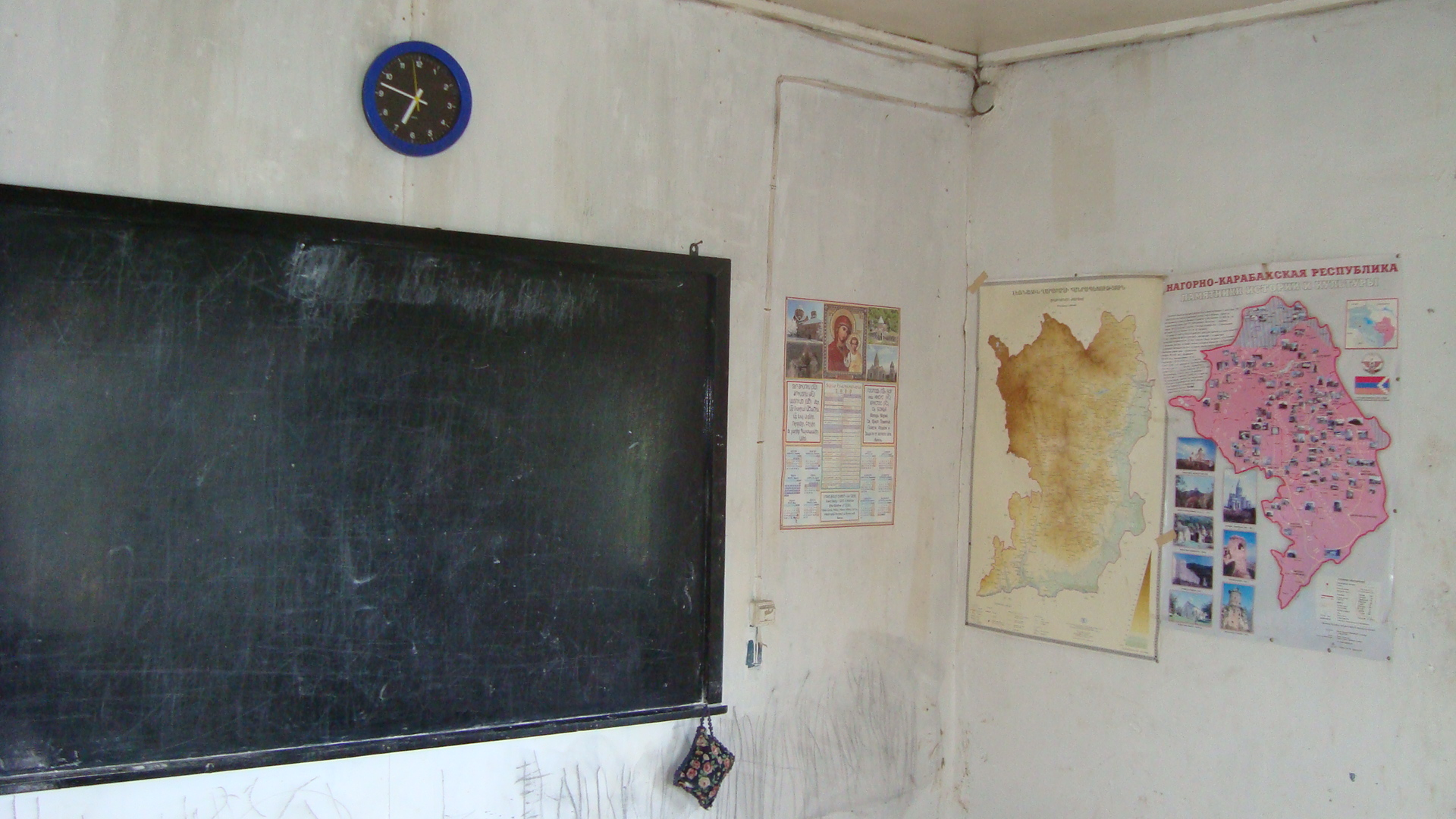
Зовнішній вигляд класу в школі села Мєхмана Мартакертського району.

Освіта у Нагірно-Карабаській Республіці включала дошкільну, середню, середню спеціальну та вищу освіти і опікується Міністерством освіти та науки НКР.
У сфері дошкільної освіти до Арцаської війни в НКАО діяло близько 100 дитсадків. У 2010 р. функціонували 23 дитячих садка. Дитсадки працюють майже з подвійним навантаженням — наприклад в одному з дитсадків Степанакерта замість передбачених 110 дітей навчається більш ніж 190. В сільській місцевості, зокрема в селах Хачен, Мачкалашен та Аракел ситуація була зовсім іншої. Дитсадки були збудовані за усіма європейськими нормами, але через невелику кількість дітей могли бути закриті.
Загальноосвітні школи функціонували у всіх заселених населених пунктах республіки. Кількість загальноосвітніх шкіл у НКР становить 233 одиниці, з них 73 % середні, 8 % початкові та 19 % дев'ятирічні.
| Регіон               | Школи |
| -------------------- | ----- |
| Степанакерт          | 12    |
| Аскеранський район   | 38    |
| Гадрутський район    | 30    |
| Кашатазький район    | 50    |
| Мартакертський район | 40    |
| Мартунинський район  | 40    |
| Шаумянівський район  | 15    |
| Шушинський район     | 8     |

Середня спеціальна освіта була представлена двома ремісничими училищами (в Степанакерті та Мартуні), чотирма коледжами в Степанакерті (сільськогосподарський, хореографічний, медичний та музичний), двома коледжами у Шуші та трьома гімназіями (філія Єреванської фізико-математичної школи ім. А. Шагіняна, Арцаського державного університету, Міністерства оборони НКР).
Вища освіта була представлена п'ятьма вищими навчальними закладами (на 2009 р.), усі в столиці — Степанакерті, з них 2 державних та 3 недержавних. Це Арцаський державний університет, Степанакертська філія аграрного університету Вірменії, університет «Грігор Нарекаці», університет «Месроп Маштоц» та інститут прикладної творчості «Акоп Гюрджян».

## Спорт

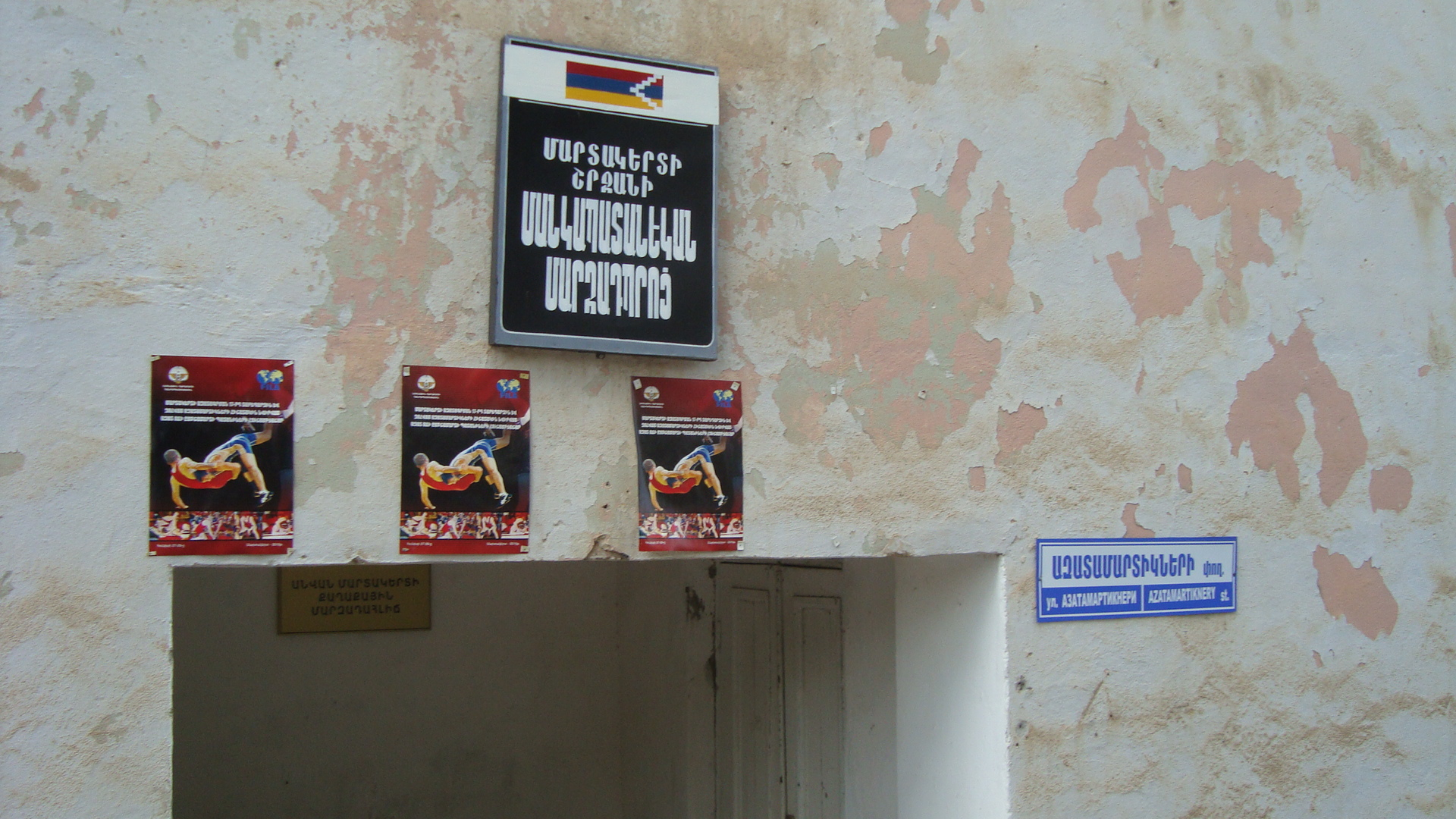
Вхід до спортивного комплексу в Мартакерті

В Нагірно-Карабаській Республіці функціонували 10 дитячо-юнацьких спортивних шкіл та 10 федерацій: з шахів, настільного тенісу, футболу, спортивних ігор, дзюдо, карате, самбо, важкої атлетики, боксу та ушу. Також у Нагірному Карабасі мав відроджуватися гандбол, який був досить популярним до війни.
У 2004 році вперше організовано Відкритий чемпіонат НКР з футболу. З 2009 року розпочато щорічний Чемпіонат НКР з футболу. В чемпіонаті НКР з футболу 2010 р. взяли участь 9 команд:
- Аво (Мартуні);
- Берд (Аскеран);
- Бердзор (Бердзор);
- Гандзасар (Ванк);
- Джраберд (Мартакерт);
- Дізак (Гадрут);
- Кірс (Шуші);
- Лернаїн Арцах (Степанакерт);
- Хачен (Шаумянівськ).

У 2010 р. несподівано перемогу здобув ФК Джраберд з Мартакерту, тоді як лідер та найстаріший футбольний клуб Лернаїн Арцах зі Степанакерту, що був заснований у 1927 р. здобув другу сходинку.
26 листопада 2010 р. у Степанакерті відкрите перше футбольне поле з штучним покриттям. У 2011 р. розпочалося будівництво штучних футбольних полів у таких містах як Шуші, Мартуні та Гадрут.
У 2012 році створено Федерацію футболу Арцаху, яка через невизнаний статус країни не може входити до складу ФІФА чи УЄФА, проте входить до неофіційної організації КОНІФА. Перший матч збірна команда провела у Сухумі 25 вересня 2012 року, де зіграла внічию зі збірною Абхазії, а вже 21 жовтня команда святкувала свою першу перемогу у матчі у відповідь, що пройшов на стадіоні Степанакерта, де перемогла з рахунком 3:0. У 2014 році збірна взяла участь у Кубку світу серед невизнаних збірних, що проходив під егідою організації КОНІФА у Швеції, де посіла 9-те місце.

## Військовий конфлікт

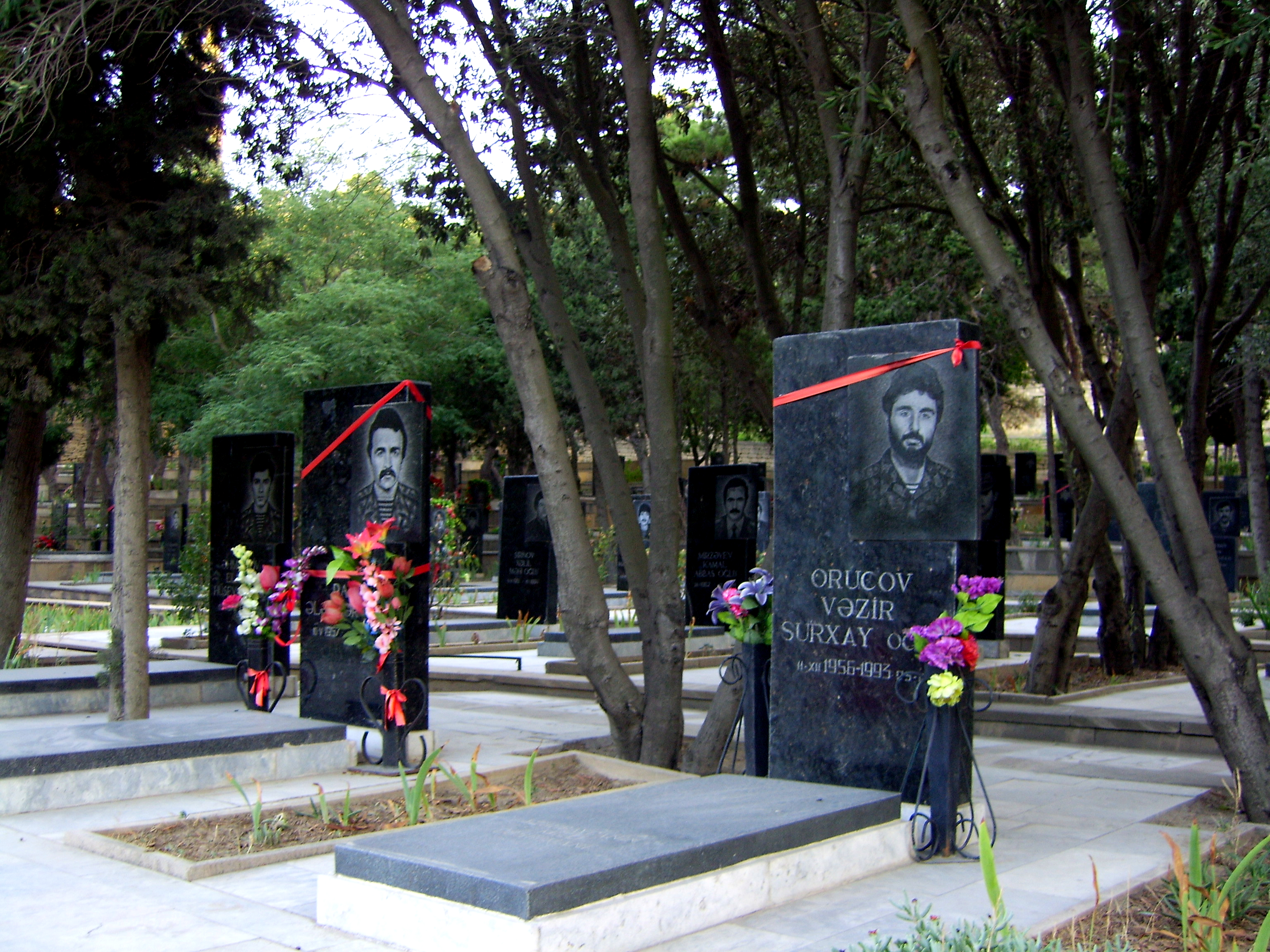
Алея Шахідів в Баку.

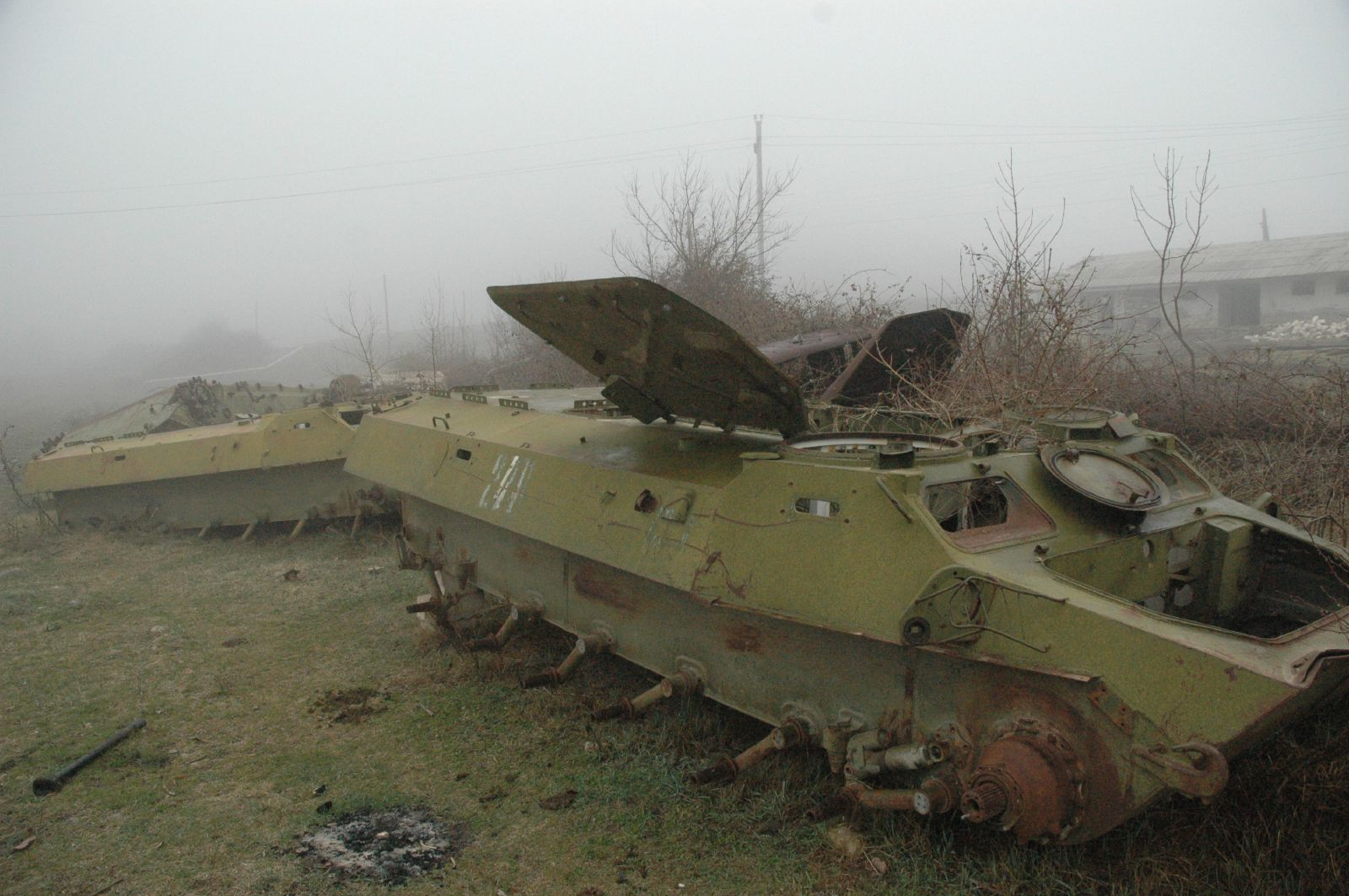
Знищена азербайджанська військова техніка.

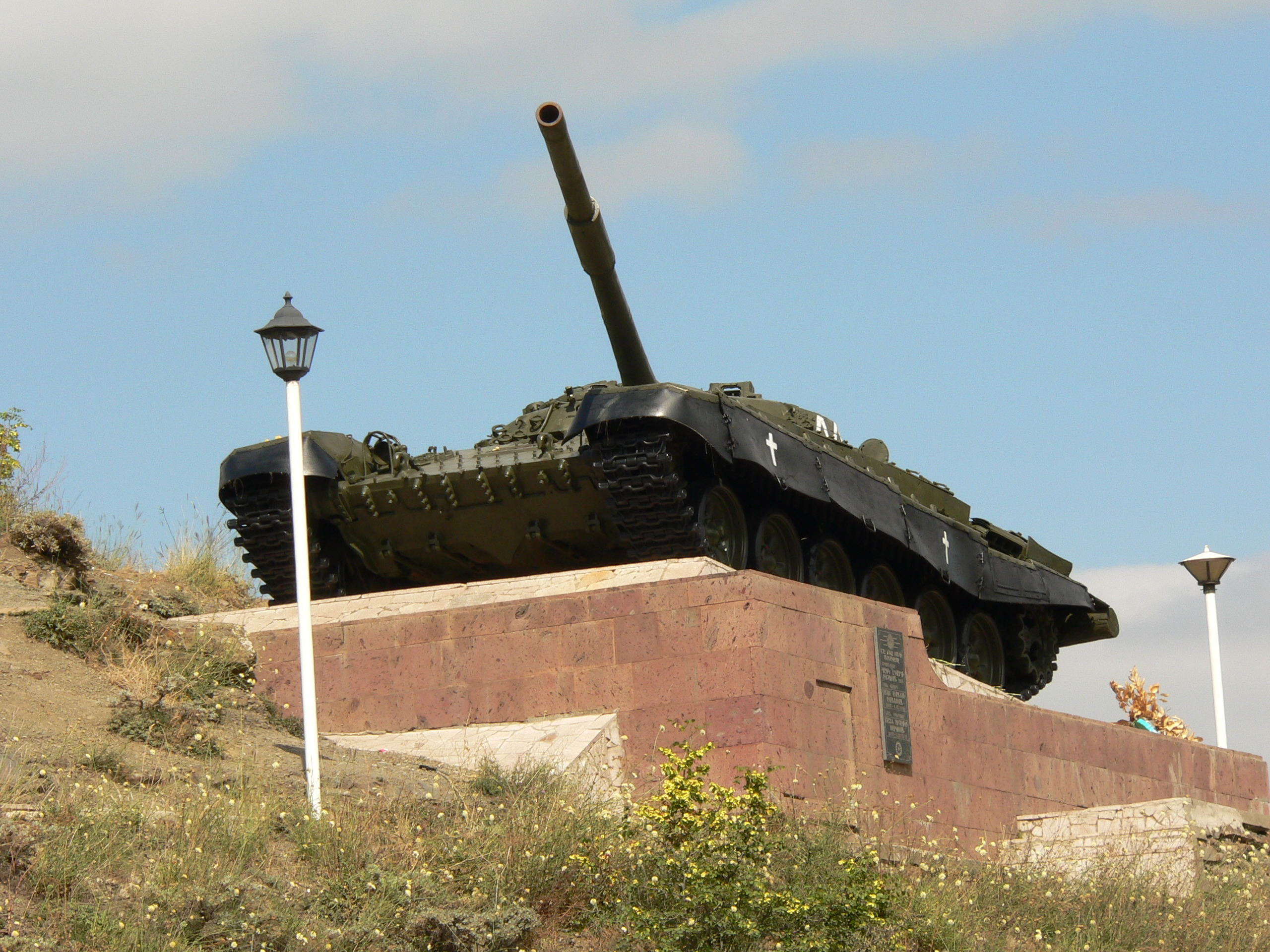
Танк Т-72 — перший танк, який увійшов у місто Шуша.

Військовий конфлікт призвів до фактичної незалежності Нагірного Карабаху від Азербайджану.
Азербайджан до 10 жовтня 2020 року повністю або частково не контролював територію колишньої НКАО та семи прилеглих до неї районів, а НКР частково, або повністю не контролювало Мартакертський, Мартунинський та Шаумянівський райони.
В результаті конфлікту між вірменами і азербайджанцями понад 30 тисяч осіб загинули і близько 1 млн населення в обох країнах вимушені покинути свої будинки за етнічною ознакою. З 12 травня 1994 року, після підписання в Бішкеку договору про перемир'я, бойові дії припинилися. З 1992 року переговори з мирного врегулювання ведуться в рамках Мінської групи ОБСЄ, співголовами якої є США, Росія і Франція.
Впродовж наступних років в регіоні зберігався статус-кво. Азербайджан намагався впливати на невизнану республіку економічними методами, Вірменія надавала Нагірному Карабаху матеріальну допомогу, хоч і не визнавала офіційно його незалежність. На кордоні періодично відбувалися збройні зіткнення, найсерйозніше з яких відмічено у березні 2008 року, поблизу Мартакерта.
У листопаді 2007 року Співголовами підготовлені пропозиції за базовими принципами врегулювання (так званий Мадридський документ) з тим, щоб забезпечити основу для продовження переговорів на вищому рівні після проведення в 2008 році в обох країнах президентських виборів (у Вірменії — в березні, в Азербайджані — 15 жовтня). На минулих виборах перемоги здобули Алієв в Азербайджані й Саргсян у Вірменії.
2 листопада 2008 року президенти Росії Дмитро Медведєв, Азербайджану Ільхам Алієв і Вірменії Серж Саргсян підписали декларацію про мирне врегулювання карабаського конфлікту. Підписана ними декларація має на увазі міжнародні гарантії врегулювання карабаського конфлікту, що юридично зобов'язують.
|  | Президенти поручилися сприяти оздоровленню ситуації на Південному Кавказі. Вони підтвердили важливість значення посередницьких зусиль ОБСЄ. Крім того, президенти підтвердили, що досягнення мирного врегулювання повинне супроводжуватися міжнародними гарантіями, що юридично зобов'язують. |

|  | Домовилися продовжити роботу на вищому рівні за погодженням політичного врегулювання конфлікту і доручили головам МЗС активізувати кроки в переговорному процесі. |

27 вересня 2020 року почалась Друга Карабаська війна, яка тривала 44 дні та закінчилася успіхом для Азербайджану. Азербайджан повернув собі значну частину територій, окупованих Вірменією в ході Першої Карабаської війни (особливо на півдні). Мирна угода, яка набула чинності 10 листопада 2020 року, передбачає введення російських «миротворців», вихід вірменських сил з прилеглих до Нагірного Карабаху районів і залишення під контролем Азербайджану контрольованої ним частини території Нагірного Карабаху, зокрема міста Шуша.
19 вересня 2023 року Азербайджан розпочав «антитерористичну операцію» на території Нагірного Карабаху, але вже наступної доби країна встановила контроль над всією території Арцаху та оголосила про досягнення своїх цілей. 28 вересня 2023 року указом «президента Арцахської Республіки» Самвела Шахраманяна було оголошено про розпуск державних установ та припинення існування держави з 1 січня 2024 року.